# Karakterer i Glee
Glee er en musikalsk komedie-drama tv-serie, der vises på FOX i USA. Den fokuserer på high school koret New Directions der konkurrerer med andre kor, mens man følger dens medlemmer gennem deres relationer, seksualitet og sociale spørgsmål.
De indledende vigtigste personer i Glee omfattede klubleder og spansklærer Will Schuester (Matthew Morrison), cheerleadertræner Sue Sylvester (Jane Lynch), studievejleder Emma Pillsbury (Jayma Mays), Wills kone Terri (Jessalyn Gilsig), og otte af klubbens medlemmer spillet af Dianna Agron, Chris Colfer, Kevin McHale, Lea Michele, Cory Monteith, Amber Riley, Mark Salling og Jenna Ushkowitz. I anden sæson blev de tidligere tilbagevendende skuespillere Mike O'Malley, Heather Morris og Naya Rivera blandt de ledende roller. I tredje sæson blev de tidligere tilbagevendende skuespillere Harry Shum, Jr. og Darren Criss blandt de ledende roller, og både Gilsig og O'Malley blev fjernet fra de ledende rolleindehavere, selvom sidstnævnte igen er tilbagevendende gæstestjerne. I fjerde sæson blev Chord Overstreet forfremmet fra tilbagevendende skuespiller til blandt de vigtigste skuespillere, og både Mays og Agron blev fjernet fra de ledende skuespillere, og Mays' første optræden blev krediteret som tilbagevendende gæsteskuespiller.
Serien har mange bifigurer, herunder skolens medarbejdere, studerende og pårørende til medlemmerne af koret. Broadway-stjerner, herunder Idina Menzel, John Lloyd Young, Jonathan Groff, og Kristin Chenoweth er blevet præsenteret i gæsteroller. En række af de vigtigste aktører blev hentet direkte fra Broadway, mens dem uden teater baggrunde skulle demonstrere sang og dans samt skuespil.

## Casting
Ved skabelsen af Glee, opsøgte seriens skaber Ryan Murphy aktører, der kunne identificere sig med hovedrollerne i teater roller. I stedet for at bruge traditionelle opkald til skuespillere, tilbragte Murphy tre måneder på Broadway, hvor han fandt Matthew Morrison (Will Schuester), som tidligere havde medvirkede på scenen i Hairspray og The Light in the Piazza, Lea Michele (Rachel Berry), der medvirkede i Spring Awakening, og Jenna Ushkowitz (Tina Cohen-Chang), fra Broadway genopsætningen af King and I. Rollen som Rachel blev skrevet specielt til Michele. 
Chris Colfer (Kurt Hummel) havde oprindeligt gået til audition for at spille Artie Abrams. Selvom Colfer ingen tidligere erhvervserfaring havde, var Murphy så imponeret af Colfers præstation, at rollen som Kurt Hummel, opkaldt efter karakteren Kurt fra The Sound of Music, blev skabt til ham. 
Aktører uden teateroplevelse skulle demonstrere deres evne til at synge og danse. Jayma Mays (Emma Pillsbury) gik til audition med sangen "Touch-a, Touch-a, Touch-a, Touch Me" fra The Rocky Horror Show, mens Cory Monteith (Finn Hudson), som oprindeligt fremlage et bånd af sig selv hvor han kun spiller skuespil, blev anmodet om at fremlægge en anden, musikalsk bånd, hvor han sang "en teatralsk, 80'er musikvideo-stil version" af REO Speedwagon's "Can't Fight This Feeling". Cory Monteith har anset hans casting som "spot on", da hans mangel på formel uddannelse afspejles i de evner hans karakter, Finn Hudson har. 
Kevin McHale (Artie Abrams) kom fra en boyband baggrund, da han tidligere har været en del af gruppen Not Like Them. Han gik til audition med sangen "Let It Be", og testet sammen Colfer og Ushkowitz.  McHale forklarede, at den mangfoldighed af de castede har baggrunde, der afspejler de mange forskellige musikalske stilarter inden showet selv: "Det er en blanding af alt: klassisk rock, nuværende ting, R&B. Selv musikteater er med. Du vil ikke altid genkende det. "  Jane Lynch var oprindeligt beregnet til at have en tilbagevendende rolle i showet, men blev en regelmæssige rolle, da Damon Wayans pilotepisode hun arbejdede på for ABC ikke var populær. 

## Hovedpersoner

### Artie Abrams
Artie Abrams (Kevin McHale) er en guitarist og kørestolsbruger. McHale beskriver Artie som en "nørd", der elsker Glee Club helhjertet og bruger det som en form for eskapisme.  Artie bruger kørestol på grund af en rygmarvsskade, han har modtaget i en bilulykke i en alder af otte. Under den første sæson, begynder han at acceptere sit handicap, og det faktum at han aldrig vil nå sin drøm om at blive danser. Han har et forhold med kormedlemmet Tina Cohen-Chang, der slår op med ham i begyndelsen af den anden sæson.  Artie mister derefter sin jomfruelighed til cheerleader Brittany Pierce, og med opmuntring fra den tidligere bølle, Puck , begynder de at date.  De to forblive et par i det meste af sæsonen før de slår op. I tredje sæson, leder Artie skolens musical og et fjernsyn særlig byder på den Glee Club til den lokale PBS-station.
McHale sluttede Glee fra en dans baggrund, og fundet det udfordrende at tilpasse sig til at bruge en kørestol,  men var i stand til at udnytte sin danseevne i episoden "Dream On ", hvor Artie danser i et indkøbscenter i en fantasy-sekvens. Episoden Wheels", som lægger vægt på Artie og hans handicap, trak kritik fra et udvalg af kunstnere med handicap, som følte, at castet af en rask skuespiller til at spille en handicappet elev var uhensigtsmæssig. Glee's executive producer Brad Falchuk svarede, at mens han forstod den bekymring og frustration af handicapspørgsmålets fortalere, havde McHale den nødvendige sang-og skuespiller evne, talent og karisma er nødvendig for at spille rollen. 

### Blaine Anderson
Blaine Anderson (Darren Criss) indføres som en homoseksuel elev på Dalton Academy og medlem af The Warblers , som er rivaler til "New Direction", i sæson 2.  Blaine var oprindeligt en tilbagevendende karakter, blev Criss forfremmet til blandt hovedpersonerne fra den tredje sæson. Blaine er interesseret i Kurt, men i episoden "Blame It på Alcohol", har han og Rachel en kort affære, hvilket bekræfter Blaine i at hans identitet som bøsse. Murphy udtalte: "Hans slags bliver Kurts mentor og derefter måske kærlighedsforhold. Han måtte forlade sin gamle skole på grund af mobning og bliver optaget på et akademi for drenge og finder accept, fordi den skole har en nul-mobning og nul-tolerance-politik ".  Blaine er en kæmpe rollemodel for Kurt, der udvikler et crush på ham. Under "Original Song", indser Blaine han gengælder Kurts følelser, og de kysser. Efter Kurt kommer tilbage til McKinley, deltager de i Kurts junior prom som et par. I begyndelsen af sæson tre, beslutter Blaine at gå på McKinley, for at være sammen med Kurt, og slutter sig til "New Directions". Han er en junior, mens Kurt er en senior. De to har deres første seksuelle oplevelse i episoden "The First Time". Blaine bliver såret under en konfrontation mellem New Directions og Warblers, og får øjenkirurgi for at reparere skaden. Hans forhold til Kurt bliver senere belastet af Kurts iver efter at komme til New York efter endt uddannelse, som ville adskille de to mindste indtil Blaine dimitterede det følgende år, men de to patch tingene op, og er stadig et par i slutningen af skoleåret. I begyndelsen af hans senior år, bliver Blaine valgt til at være "The New Rachel" af Artie, da koret har brug for en ny forsanger, da Rachel og Finn, som var korets kaptajner, er flyttet fra Lima for at gå på college. Hertil kommer at han er sammen med anden fyr på grund af Kurt flytter væk, selv om han sværger at det betød ingenting slår Kurt op med ham.

### Rachel Berry
Rachel Barbra Berry (Lea Michele) er hovedpersonen og er en "stærk, drevet" medlem af koret, der er misforstået af sine jævnaldrende.  Michele tog rollen i Glee på grund af Rachels karakterisering, og hun forklarer: "Ikke alene er hun en sanger, men hun har så meget hjerte. Jeg tror, det er hvad vi har brug for på TV ".  Michele beskrev de første tretten episoder af serien som: "Rachel rejser sig for at finde sig selv i koret",  der forklarer, at: "Hun er ved at lære hvordan man kan være en holdspiller og arbejde inden for denne gruppe." 
Rachel har et on-off-forhold med Finn gennem hele serien. Hun går kortvarigt ud med Finns bedste ven, Puck ,  og senere dater hun Jesse St. James (Jonathan Groff), forsangeren i den rivaliserende kor Vocal Adrenaline, som i sidste ende forråder hende til fordel for sit kor.  Rachel opdager at Vocal Adrenalines leder Shelby Corcoran (Idina Menzel) er hendes biologiske mor, Rachel har to homoseksuelle fædre, men de undlader at skabe et forhold.  I slutningen af sæson et bekender Finn sin kærlighed til hende.  De dater i løbet af sommeren og i flere episoder i sæson to, men de slår op, da Rachel går ud med Puck, som hævn for at Finn havde løjet om at han havde miste sin mødom til Santana i sæson et. I slutningen af sæson to, begynder de et fornyet forhold efter Nationals i New York, selvom Rachel advarer Finn om, at hun vil tilbage til New York umiddelbart efter hun dimitterer.  I den tredje sæson spiller Rachel Maria i skolens produktion af West Side Story, og hun og Finn har sex for første gang.  I det nye år frier Finn til Rachel, og hun accepterer. Da hun fejler sin audition til en New York skole for dramatik og kunst, NYADA, fungerer hendes mesterskabspræstation i Chicago som en ny chance for at komme ind, og hun bliver til sidst accepteret, mens Finn afvises fra sin New York skole. Efter endt uddannelse, på dagen for deres bryllup, kører Finn hende til togstationen og bebuder, at hun skal tage til New York uden ham. I begyndelsen af college starter Rachel med at have en hård tid, så hun og Kurt snakker sammen, hvor hun bryder sammen og siger, at hun næsten ikke kan tage det, samt at hun har problemer med sin bofælle. Kurt siger at hun skal "finde en ny" (bofælle) og siger at hun skal vende sig rundt, hvor hun ser at han er kommet til New York. De to får en lejlighed sammen 

### Mike Chang
Michael Robert "Mike" Chang, Jr. (Harry Shum, Jr.) er en fodboldspiller og danser, der slutter sig til New Directions i episoden "Preggers".  Shum siger, at Mike er genert, , og at han slutter sig til koret trods det er "social selvmord" da "han har endelig fundet et sted, hvor han kan udtrykke sig og føle sig accepteret".  Oprindeligt var Mike en birolle med ingen storylines af hans egen, blev Mike langsomt udviklet af seriens forfattere.  I den sidste episode af sæson et, siger Mike at før New Directions var han "bange for at danse uden for sit værelse." 
I sæson to begynder han at date Tina, og giver sin første bly musikalsk præstation, hvor han synger duet med hende på "Sing!" fra A Chorus Line. Han er efterfølgende valgt til at udføre en dans med Brittany for Sectionals i "Special Education". Han udfører showets første solodans i "A Night of Neglect". Mike anfører, at han er en senior i sæson tre-premieren, "The Purple Piano Project", og Shum blev som Mike forfremmet til en hovedrolle fra showets tredje sæson.  Mike går til prøver for skolens musical, West Side Story, mod sin fars ønsker, og er kortvarigt frastødt af ham, selvom hans far senere kommer til at forstå Mikes ønske om at blive en danser og støtter hans beslutning om at gå på college i dans.  Mike får et stipendium til at gå på Joffrey Ballet Skole i Chicago, og dimitterende i slutningen af sæsonen. Han og Tina er stadig et par i slutningen af året, men hun slår op med ham i løbet af sommeren.

### Tina Cohen-Chang
Tina Cohen-Chang (Jenna Ushkowitz) gik til auditions til koret med sangen "I Kissed a Girl" af Katy Perry. Hun var oprindeligt klædt i skolepigeuniform og gotisk stilet tøj. Hun går på en date med Artie, og erkender over for ham, at hun har faker sin talefejl, siden sjette klasse. Hun forklarer, at hun ønskede at drive folk væk, men nu, da hun er en del af koret, ønsker hun det ikke længere. Deres forhold fortsætter indtil udløbet af det første år.
Tina og Mike Chang er vejlederne på Asian Camp i løbet af sommeren, og de falder for hinanden. Tina bryder formelt op med Artie i begyndelsen af den anden sæson, og hun og Mike er stadig forelsket, da skoleåret slutter. Forholdet er det eneste forhold i koret der overlevede hele skoleåret, og den længste ubrudte forholdet mellem medlemmerne siden klubben blev dannet. I tredje sæson, hendes juniorår og hans seniorår, hjælper hun Mike, da han beslutter sig for at prøve skolens musical og derefter at komme ind på danseskolen. Hun fortæller Rachel og de andre piger, at hun havde sex for første gang med Mike i løbet af sommeren og mister sin mødom. Tina slår op med Mike hen over sommeren, efter at han dimitterer.

### Sam Evans
Sam Evans (Chord Overstreet) er en studerende, der slutter sig til fodboldholdet i sæson to. Opmuntret af Finn går han til audition for New Directions. Han slutter sig mændene i gruppen med en opførelse af "Billionaire", den samme sang, som Overstreet sang for at komme med i Glee.  På trods af nogen bæven om den effekt det kan have på hans sociale status, slutter Sam sig til koret. Han og Quinn vinder en duet konkurrence i koret, hvorefter deres sejrsmiddag bliver til deres første date. Sam indrømmer over for Quinn, at han brugte citronsaft til at afblege håret, efter at Kurt mistænkte ham for at farvet sit hår blond. Quinn accepterer Sams løfte-ring, efter at han springer ind for at forsvare Mike og Artie, da de bliver angrebet af Karofsky da de beder ham stoppe med at chikanere Kurt. Men senere på sæsonen kysser Quinn Finn og lyver over for Sam om det. Santana fortæller Sam om det, og ved slutningen af "Comeback", slår Sam op med Quinn og starter med at date Santana, selvom hun snart slår op med ham ved at fake et forhold med Karofsky.
Sams forældre mister deres job, er deres hus bliver afskærmet, og familien flytter ind på et motelværelse. På et tidspunkt efter at have været til juniorskoleballet sammen, begynder Sam og Mercedes hemmeligt date. Hans familie flytter til Kentucky i løbet af sommeren, men Finn og Rachel overbevise ham om at komme tilbage til New Directions i tide til at konkurrere i Sectionals. Selvom Mercedes har en ny kæreste, ønsker han at få hende tilbage.
Efter Overstreet's casting, foreslog mediespekulanterne at Sam kunne have været lavet som en kæreste for Kurt.  Overstreet bekræftede senere dette, men erklærede, at hans historie var blevet justeret for at parre Sam med Quinn, som et resultat af kemien, som producenterne opdagede mellem ham selv og Agron.  Overstreet forlod showet, da hans mulighed for at være en af hovedpersonerne i sæson tre blev ikke blev indfriet,  men han vendte tilbage som Sam i den ottende episode af den tredje sæson for en multiepisode. 

### Quinn Fabray
Quinn Fabray, hvis rigtige navn Lucy Quinn Fabray (Dianna Agron), der er indført som Finns kæreste, er leder af cheerleaderne og formand for cølibat-klubben.  Hun beskrives af Agron som Rachels fjende, og den "forfærdeligste, ondeste pige . "  Quinn bliver en del af koret, fordi Finn er medlem, og fordi cheerleadernes træner Sue Sylvester vil have hende til at infiltrerer klubben indefra.  Hun svinger mellem at ønske accept, som hun finder i New Directions, og at ønske popularitet, som hun finder på cheerleaderholdet Cheerios. Hun afslører overfor Finn, at hun er gravid, og fortæller ham, at barnet er hans, selv om den virkelige far er Finns bedste ven Puck. Til sidst bliver bedraget afsløret, og Quinn beslutter at give barnet væk. I sæsonens finale, giver Quinn liv til en pige, som Puck navngiver Beth. Barnet bliver adopteret af Vocal Adrenaline træner Shelby Corcoran (Idina Menzel), som er Rachel biologiske mor. 
I begyndelsen af den anden sæson, genindtræder Quinn hos Cheerios og bliver igen kaptajnen, for at genvinde sin popularitet, men senere i sæsonen, forbliver hun tro mod New Directions. Hun begynder et forhold med Sam Evans (Chord Overstreet) i "Duets", men er senere ham utro, da hun genopliver hende romance med Finn. I episoden " Comeback ", Sam gør et sidste fortvivlet forsøg på at vinde hende tilbage, men forholdet ender efter han finder ud af (fra Santana) at Quinn har været utro med Finn. Quinn og Finn kommer sammen igen, men i sidste ende indser Finn sine sande følelser for Rachel, og slår op med Quinn.
I løbet af sommeren mellem sæsoner to og tre, gennemgår Quinn en forvandling: hun farver hendes hår, får en tatovering og en næse ring, og begynder at ryge med hendes nye klike af Skanks. Men i "I Am Unicorn", da Shelby Corcoran tiltræder som medarbejder på McKinley High og taler med Quinn om at blive involveret i Beths liv, vender Quinn tilbage til New Directions. Hun agter ikke blot at være i Beths liv, men for at få fuld forældremyndighed over sin datter. Hendes forsøg på at bevise at Shelby en uegnet mor mislykkes, i sidste ende, indser hun med Rachels hjælp at Shelby er Beths sande moder, og stopper med at prøve at genvinde Beth. Shelby fratræder som medarbejder på McKinley. Quinn modtager efterfølgende optagelsesbrev fra Yale. I slutningen af "On My Way", mens man kører til Finn og Rachels bryllup, bliver hendes bil ramt af en lastbil, og hun får en rygmarvsskade, der får hende til at bruge en kørestol i mange uger. Hun er efterhånden i stand til at gå igen, og endda at danse i en forestilling opført af koret.

### Finn Hudson
Finn Hudson (Cory Monteith) er stjerne quarterback, der bliver overhørt i at synge i mændenes bruser af Will Schuester og bliver efterfølgende afpresset til at prøve koret, derfor planter Will narkotika i hans skab. Som quarterback på skolens fodboldhold, og velsagtens en af de mest populære studerende på McKinley, risikerer Finn fremmedgørelse over for sine venner på grund af hans deltagelse i koret. Han dater cheerleaderen Quinn, men er i konflikt med hans voksende følelser for Rachel.  Quinn fortæller senere Finn at hun er gravid, og han er faderen. Finn har til hensigt at støtte hende, uvidende om at faderen er faktisk hans bedste ven Puck. Han har en for tidlig sædafgangsproblem, som får ham til at tro, at han er far til Quinns barn på trods af, at de aldrig har haft sex.  Da han opdager sandheden, slår op han med Quinn, og vender sig mod Rachel. I første sæsons finale, bekender han sin kærlighed til hende, før New Directions optræder i kormesterskaberne, og i anden sæson finder Finn og Rachel sammen. En byge af utroskab tvinger de to fra hinanden, selvom Finn lykkes at vinde Rachel tilbage i finalen i sæson to, trods Rachel advarer ham om, at hun efter endt uddannelse vil forlade Ohio for evigt. I tredje sæson, frier Finn til Rachel og til sidst accepterer hun. De er færdiguddannede i sæsonens finale, men mens Rachel bliver optaget på en skole i New York, gør Finn det ikke: på deres bryllupsdag (uden at blive gift) sender han hende til New York uden ham for at få opfyldt sine drømme, og Finn kommer i hæren for at følge hans afdøde fars fodspor. Efter såre sig selv med en riffel, er Finn får en semi-hæderlig udledning, men ikke komme i kontakt med Rachel i fire måneder. Da han kommer til New York for at se hende tidligt i fjerde sæson, beslutter han, at han ikke passer ind i det. Derfor vender han tilbage til Lima uden at fortælle det til Rachel, og hun slår efterfølgende op med ham.

### Burt Hummel
Burt Hummel (Mike O'Malley) er Kurt's far (og Finns stedfar efter hans ægteskab med Carole Hudson), til hvem Kurt kommer til i episoden "Preggers".  Både James Poniewozik fra Time og Tim Stack fra Entertainment Weekly roste O'Malleys præstation i historien, og Poniewozik kommenterer yderligere :" det faktum, at far [...] ender ikke er den tosse vi tror, at han kommer til at være, er en af de første karakterer, der får Glee vokser op som en serie, der har etableret en verden af primær stereotyper, er det nu villig til at undergrave disse forventninger. "  Oprindeligt som en tilbagevendende rolle, blev O'Malley forfremmet til en af seriens regelmæssige skuespillere i sæson to, for at være en tilbagevendende karakter i tredje sæson.
Under den første sæson, virker Kurt som en matchmaker for Burt og Carole Hudson (Romy Rosemont), Finns mor, som er enke. Han føler lukket ude, da Burt og Finn får et godt forhold, men Burt forsikrer ham om, at han altid vil komme først. Burt og Carole lever kortvarigt sammen, indtil han smider Finn ud for at bruge en homofobisk nedværdigelse mod Kurt. I sæson to har Burt et hjerteanfald, men kommer sig. Han og Carole gifte sig, ved hjælp af deres løfter udtrykker de deres stolthed over deres sønner. I tredje sæson laver Burt en skrive ind kampagne for kongressen imod den førende kandidat Sue Sylvester, og vinder. Han deler sin tid mellem Washington og Lima, og virker som en far for både Kurt og Finn. Han er med Carole både til korkonkurrencen og til dimittering af deres to sønner.

### Kurt Hummel
Kurt Hummel (Chris Colfer) er en sanger, der bliver mobbet af fodboldholdet. Han har en høj vokalrækkevidde, og er identificeret af FOX som en sopransanger.  Hans stemme kunne faktisk betegnes som en kontratenor. Colfer gik oprindeligt til audition til rollen som Artie, men Murphy var så imponeret over hans præstation, at den rolle, som Kurt blev skabt til ham, som erstatter en figur ved navn Rajish der oprindeligt var planlagt til at være et medlem af koret.  Figurens navn er afledt af The Sound of Musics Kurt von Trapp, som Colfer engang spillede i en musicalproduktion, og de tyske Hummel-figurer, på grund af hans teint.  Colfer beskriver Kurt som "en hård fyr i designertøj" og forklarer, at han "lægger på en meget sikker: Jeg er bedre end dig" persona, men under det hele, har han den samme angst og er bange alle er/var på et tidspunkt.  I løbet af den første sæson springer Kurt ud som bøsse og udvikler et crush på Finn. Han slutter sig til fodboldhold som en kicker med Finn hjælp, og cheerleadertruppen som sanger, selvom han i sidste ende dropper begge ting. I episoden "Wheels", konkurrerer han med Rachel at udfører "Defying Gravity" fra musicalen Wicked. Murphy valgte sangen efter at Colfer fortalte en historie fra hans egne high school dage, hvorved hans drama lærer nægtede at lade ham synge det nummer på grund af sit køn. 
Efter Dave Karofsky mobber ham ind i en depression tidligt i anden sæson, bliver Kurt nære venner med en åbent homoseksuel elev på Dalton Academy, kaldt Blaine Anderson. Han kommer til gå på Dalton Academy for at undslippe Karofsky og slutter sig til deres showkor navngivet The Warblers. Han udvikler snart romantiske følelser for Blaine, med Blaine indser til sidst han deler disse følelser. De to begynder et forhold. Kurt vender tilbage til McKinley, og Blaine er hans date til juniornes prom. De erklærer deres formelt kærlighed ved udgangen af den anden sæson, og i begyndelsen af tredje sæson, begynder Blaine på McKinley for at være sammen med Kurt. De to har deres første seksuelle oplevelse i episoden "The First Time", og er stadig et par i slutningen af skoleåret, men Blaine har stadig et år af high school efter at Kurt dimitterer. Kurt og Rachel prøver begge at komme ind på den samme New York drama skole. Kurt bliver en finalist, og imponerer skolens dekan til hans audition, men opdager på dagen for hans eksamen, at han ikke blev optaget, selvom Rachel var. I "The New Rachel," tager Kurt til New York og ringer til Rachel for at hører, hvordan hun håndterer tingene på NYADA. Hun ender bryde ud i tårer, og de to få en lejlighed sammen. Kurt får en praktikplads hos Vogue.com. Blaine bliver forstyrret og bliver sur på ham, hvilket for dem til at bryde op.

### Mercedes Jones
Mercedes Jones (Amber Riley) er en "diva under uddannelse, der nægter at synge back-up" med et "flair for fashion".  Tidligt i sæson et, udvikler Mercedes et crush på Kurt, uvidende om, at han er bøsse. Hun bliver såret, da han afviser hende, men er støttende da han betror hende sin seksualitet. Efter dette, bliver de to særligt nære venner.  Trætte af at aldrig at modtage solosange, slutter Mercedes og Kurt sig til cheerleader truppen, Cheerios, som vokalister.  Hun dater kortvarigt Puck, men i sidste ende slår hun op med ham, og slutte hos Cheerios, fordi hun bange for at blive til en person, hun ikke ønsker at være.
Hun bliver venner med Quinn da den gravide ex-cheerleader giver hende råd under hendes tørn i Cheerios, og da Quinn er ulykkelig over at skulle bo i Pucks hus, inviterer hun Quinn til at flytte ind hos sin familie.  Da Quinn føder, spørger hun Mercedes, om hun vil være til stede under fødslen af hendes barn. I sæson to, skriver hun og udfører en original sang med titlen "Hell to the No". Efter prom, som hun deltager i en gruppe med Rachel og Sam og Jesse, begynder Mercedes og Sam date i hemmelighed, men han flytter væk i løbet af sommeren, og Mercedes har en ny kæreste, Shane, ved begyndelsen af den tredje sæson . I den tredje episode, kvitter Mercedes "New Directions" og slutter sig til den nye, rivaliserende kor på McKinley High, Troubletones, der drives af Shelby Corcoran, og hun rekrutterer senere Santana og Brittany. Da Troubletones mister Sectionals til New Directions og Shelby stopper på skolen, vender de tilbage til New Directions. Sam vender tilbage til McKinley og forsøger at genoplive sin romance med Mercedes. Hun har stadig følelser for ham, og til sidst slår hun op med Shane, selvom hun nægter at date Sam, da hun er usikker på hendes sande følelser. Sam fortsætter med at støtte hende, og en YouTube-video, han postede af Mercedes der synger, resultater i at hun blev tilbudt et job som en kor sanger i Los Angeles, efter at hun dimitterer. De to danser sammen til seniorprom.

### Santana Lopez
Santana Lopez (Naya Rivera) er en cheerleader, der slutter sig til "New Directions" i episoden "Showmance". Oprindeligt som spion for cheerleadertræneren Sue Sylvester, men hun kommer til at nyde hendes deltagelse i koret.  Hendes romantiske relationer medPuck og Sam er efterfulgt af en erkendelsen af, at hun er forelsket i sin bedste ven Brittany. Bange for at springe ud som en lesbisk, bruger Santana fodboldspilleren Dave Karofsky, som en falsk date for at styrke hendes heteroseksuelle facade og styrke hendes chancer for at blive prom dronning, selvom hun fejler på sidstnævnte.
Efter at have været en mindre rolle, bliver rollen som Santana mere fremtrædende i den anden halvdel af den første sæson ,  og hun blev en af hovedpersonerne i sæson to og ikke mindst i sæson 3.  Rivera karakteriserer Santana som "lidt af en dårlig pige", tilbøjelige til sarkastiske bemærkninger.  Selv om hun i maj 2009 siger, at Santana "elsker drenge", 
anså hun senere Brittany som hendes karakters soulmate.  I marts 2011 bekræfter Falchuk at, "Santana er lesbisk. Hun er måske ikke klar til at komme ud endnu, men hun er. " 
I løbet af sæson tre bliver Santana co-kaptajn for Cheerios, både hun og den anden co-kaptajn, Becky Jackson, er forfærdede over at skulle dele stillingen. Som et show af loyalitet til Sue, sætter hun en af korets klaverer i brand og bliver afskediget fra New Directions af Mr. Schuester. Hun vender kort tilbage til koret, og for derefter at opgive den til fordel for den nye, rivaliserende McKinley-kor, Troubletones, der drives af Shelby Corcoran, men da Troubletones taber til New Directions til Sectionals og opløses, vender hun tilbage til New Directions. Hun starter med at date Brittany. Dette bliver i første omgang holdt hemmelig, men efter at være blevet afsløret som lesbisk af Finn, bliver forholdet offentlig. På grund af dette, er Santana har hendes bedstemor stødt hende fra sig. De nye retningslinjer støtter dog Santana under perioden, hvor hun springer ud, og Santana og Brittany som et par. På Brittanys forslag, arrangerer Sue at Santana kan få en cheerleader-stipendium til et top college, skønt det er før eksamen, beslutter Santana at hun ønsker at tage til New York for at performe, og hendes mor hjælper hende med penge for at at finansiere forsøget.

### Brittany Pierce
Brittany Susan Pierce (Heather Morris) er en cheerleader, der slutter sig til koret med Quinn og Santana i episoden "Showmance".  Før hun optræder i Glee, var Morris en danser for Beyoncé Knowles. Hun blev oprindeligt ansat som koreograf for at undervise Colfer og Ushkowitz i "Single Ladies" dans. En uge senere blev hun castet som Brittany.  Morris havde en tilbagevendende rolle i hele den første sæson, og blev forfremmet til en regelmæssige rolle i sæson to.  Mange af Brittanys replikker er ikke skrevet ned, og er i stedet udtænkt af Murphy under optagelserne, eller improviseret af Morris. Morris portrætterer Bretagne som værende "bogstaveligt sindssyg". Hun bliver brugt af seriens forfattere til at sige ting, som ingen anden karakter ville sige, til det punkt Morris mener at hendes replikker er meningsløse.  Brittanys karaktertræk omfatter at finde opskrifter forvirrende, snyder ofte mentalt handicappede klassekammerater og ikke at kende forskel på hendes højre hånd og hendes venstre.  Hun gør hendes sangdebut i sæson tos episode "Britney/Brittany", hvor udfører tre sange, "I'm a Slave 4 U", "Me Against the Music" og "Toxic", alle sange af Britney Spears.  Brittany har et fysisk forhold med Santana, hvor Santana giver Brittany et sugemærke i sæson 2-episoden "Duets", i denne episode har Brittany også en kort romance med Artie, som fører til et mere seriøst forhold senere hen i sæsonen.  Hun stopper som cheerleader i "The Sue Sylvester Shuffle". I episoden "New York", fortæller Brittany Santana at hun elsker hende langt mere end hun nogensinde har elsket nogen anden. I den tredje sæson, bliver hun valgt til seniorklassens præsident, ved at besejre Kurt. Hun og Santana begynder formelt at date, og efter Santana bliver opdaget som lesbisk af Finn, er de åbne om deres forhold. Jarrett Wieselman fra New York Post har sagt, at Morris som Brittany og Lynch som Sue, er "en af de sjoveste på TV". 

### Emma Pillsbury
Emma Pillsbury (Jayma Mays) er skolens vejleder , der har OCD, med tvangstanker og tvangshandlinger primært fokuseret på forurening og renlighed. Hun har romantiske følelser for Will.  Mays har anset Emma som en "amazing" karakter at spille, forklarer: "Jeg finder ikke altid, kvindelige karakterer som er skrevet med en masse dybde, men hun er så veldefineret på egenskab. Selvfølgelig, hun er rædselsslagen for bakterier og er forelsket i en gift mand, men at se hende som fornuftens stemme overfor børnene er forbløffende. "  Glee's kostumedesigner Lou Eyrich vælger "quirky" tøj til Emma, for at afspejle hendes "solrig disposition".  I et forsøg på at komme over Will, begynder Emma at date fodboldtræneren Ken Tanaka,  bliver forlovet med ham i episoden "Vitamin D". Men da Will ikke er i stand til at deltage i en konkurrence med koret, er Emma frivillige til at tage dem i hans sted, og udsætter sit eget bryllup med flere timer. I erkendelse af hendes fortsatte følelser for Will, slår Ken op med hende på deres bryllupsdag. Emma siger op som vejleder, men da hun forlader skolen, finder Will hende og stopper hende med et kys.  Hun afslører til Will, at hun er en jomfru,  men går ikke med planer om at miste sin mødom til ham.  I slutningen af den første sæson, fortæller hun Will, at er begyndt at date en tandlæge ved navn Carl Howell, og i den anden sæson er hendes forhold til Carl (John Stamos) blomstrer til det punkt, at de blive gift i Las Vegas i episoden "Special Education". Det bliver efterfølgende afsløret i episoden "Sexy", at hendes ægteskab med Carl er i vanskeligheder, og ikke er blevet fuldbyrdet. Hun indrømmer, at hun stadig har følelser for Will, og at hun og Carl er separeret. Han anmoder senere en ophævelse af deres ægteskab. Hun begynder at få behandling for sin OCD i "Born This Way". Når den tredje sæson starter, bor hun og Will sammen. I episoden "Yes/No", spørger Will Emma om hun vil gifte sig med ham, og hun accepterer. I den næstsidste episode, "Nationals" har Will og Emma sex for første gang.

### Noah Puckerman
Noah "Puck" Puckerman (Mark Salling) er Finns bedste ven og fodboldholdkammerat, der i første omgang misbilliger at Finn slutter sig til koret. Puck slutter sig til Wills mandlige a cappella gruppe, Acafellas, i håb om at imponere mødrene på skolens PTA møde, da han foretrækker ældre kvinder.  Han opdager senere, at han er far til Quinns baby. Hun afviser ham, da han tilbyder at støtte hende og barnetog kaldte ham en "Lima taber". Senere i samme episode, tiltræder Puck koret.  Han dater kortvarigt Rachel og Mercedes,  men hans chancer med Quinn ruineres af erotiske beskeder med Santana i hendes tilstedeværelse.  Puck overværer fødslen af sin datter, som han navngiver Beth, og fortæller Quinn, at han elsker hende. 
I sæson to, er Puck sendt til en ungdomsinstitution for at stjæle en pengeautomat. Producenterne manipulerede hans fravær fra serien for at tillade at en romance udvikler sig mellem Quinn og en ny elev Sam Evans.  Efter sin tilbagevenden hjælper Puck Artie med at få en date med Brittany, og rekrutter Lauren Zizes til koret. Han forelsker sig i Lauren, og de prøver uden held at blive juniornes prom konge og dronning sammen. Hun slår op med ham i begyndelsen af deres seniorår i sæson tre. Shelby Corcoran, der adopterede babyen Beth, får et job som underviser på McKinley, og opfordrer Puck og Quinn til at være en del af Beths liv, forudsat at de begge bliver mere ansvarlige. Puck gør det, og Shelby tillader ham at se Beth. Quinn beslutter hun ønsker at genvinde forældremyndigheden over Beth fra Shelby, men Puk er splittet, og fortæller Shelby at Quinn har planer. Han forelsker sig i Shelby. Hun sover med ham en gang, selvom hun fortæller ham bagefter hun har lavet en fejl, og derefter fratræder McKinley. Puck kommer senere i akademisk problemer, men indser, at han har brug for at opgradere efter at have mødt op igen med sin far, der selv droppede ud. Men han misser en afgørende prøve, der vil holde ham fra at dimitterer med resten af seniorerne. Coach Beiste stoppe en kamp mellem ham og en anden elev, og hjælper ham med at få en prøve mere og at studere til prøven. Et kys fra Quinn får Puck til at tro på sig selv: Han tager testen igen og dimitterer.

### Terri Schuester
Terri Schuester (Jessalyn Gilsig) var Wills kone i 5 år, men de var sammen i 15 år i alt. Terri mener kortvarigt at være gravid, og skubber Will til at tage et bedre betalende job som revisor.  Hun opdager hun har faktisk oplevet en falsk graviditet, men skjuler det fra Will, da hun er bange for at han vil forlade hende.  Efter at hun betro hendes bedrag til hendes søster Kendra, nærmer Terri sig den gravid cheerleader Quinn Fabray, med interessen for hendes barn.  Hun bliver kortvarigt skolens sygeplejerske, men bliver bedt om at træde tilbage efter at have givet de korets medlemmer Pseudoephedrintabletter .  I episoden "Mattress" finder Will ud af Terris kneb, da han opdager hendes graviditetstest i en skuffe.  Terri begynder at gå i terapi, men Will fortæller hende, at han ikke længere elsker hende og forlader hende, og han forelsker sig i vejlederen Emma Pillsbury .  Deres skilsmisse bliver afsluttet sent i den første sæson. Terri formår at forføre en syg og ensom Will i den anden sæson, i episoden "The Substitute", men han er re-poleret som hendes eksmand da han udtrykker hans behov for at komme videre. Nær slutningen af den anden sæson, bliver Terri ansat af Sue Sylvester til at tilslutte sig Sue League of Doom for at ødelægge koret som er instrueret af Will,  men Terri fortryder skaden og fortæller Will, at hun er blevet forfremmet til leder på sin arbejdsplads , og er ved at blive overført til en ny butik i Miami. 
Gilsig anser Terri som "en kvinde af overbevisning", som er villige til at gøre "hvad der skal til" for at holde Will fra at forlade hende.  Hun forklarede, at Will og Terris kommunikation er svag, og at Terri "mangler en masse af de færdigheder for at have et ægteskab"  og kommenterede, at Terri føler sig truet af Will engagement i koret, bekymret for, at det vil trække ham væk fra hende.  Gilsig karakteriserer Terri som følelsesmæssigt at stadig være i high school,  og i december 2009 vidste hun ikke, hvor længe hendes karakter ville optræde i serien, da hun i starten kun var skabt som en hindring for at komme mellem Emma og Will. 

### Will Schuester
William "Will" Schuester (Matthew Morrison) er McKinley Highs spansklærer, der bliver leder for koret, som han omdøber New Directions, i håb om at genoprette det til sin fordums glans.  Morrison har vurderet, at kernen i Glee er "omkring [Wills] passion for musik og at påvirke sine børn".  Will er gift med sin high school kæreste Terri. Da tror at hun er gravid, uvidende om, at hun rent faktisk oplever en falsk graviditet, beslutter han at forlade undervisningsfeltet til fordel for at blive en revisor.  Han beslutter i sidste ende imod det, selvom han kortvarigt arbejder efter timerne på skolen som en pedel for at tjene ekstra penge.  Hans dedikation til koret vakler, da hans koreografifærdigheder er blevet sat spørgsmålstegn ved, men efter at have startet en godt modtaget et mandligt a cappella gruppe, Acafellas, kommer han tilbage til koret.  Efter at have opdaget Terri fakede sin graviditet,  slutter Will hans ægteskab og deler et kys med Emma.  Deres forhold kølner ikke i resten af sæsonen, dog starter Emma med at date Carl Howell (John Stamos) ved udgangen af skoleåret. I den anden sæson, forsøger Will at vinde Emma tilbage, men hun gifter sig med Carl. Will har en kort forhold med Holly Holliday (Gwyneth Paltrow), der starter i episoden "sexy ". Holly tager et job i Cleveland, forlader Will så han frit kunne forfølge Emma efter Emmas ægteskab ender i en annullation. April Rhodes vender tilbage og beder om Wills hjælp med hendes nye Broadway projekt: et one-woman show med titlen CrossRhodes , men i sidste ende beslutter han, at hans elever i New Directions er vigtigere end hans drømme om Broadway. I begyndelsen af den tredje sæson, lever Will og Emma sammen. Han frier til hende efter nytår, og hun accepterer. Han skifter senere fra at undervise i spansk til at undervise i historie, selvom han fortsætter med at dirigere koret. New Directions vinder mesterskabet, han og Emma har sex for første gang, og otte af hans seniorer dimitterer ved udgangen af året. 

### Sue Sylvester
Susan "Sue" Sylvester (Jane Lynch) er træner for cheerleadertruppen kaldet Cheerios, og er korets "ærkefjende".  Lynch siger at Sue er "ren ondskab og skjuler det ikke"  der er blevet skabt som et produkt af Murphy, Brennan og Falchuks "indre gennemsnitlig pige."  Med hensyn til hendes motivation forklarede Lynch: "Sue vil gøre, hvad det skal til for at vinde. Hvis det betyder, at hun er nødt til at prostituere sig eller drage fordel af en 16-årig dreng, vil hun gøre det. Det handler om magt og at vinde. Det er hele hendes syn på verden."  Sue hverver cheerleaderne Quinn, Brittany og Santana til at hjælpe hende med at få koret ned med nakken indefra.  Hun har sin egen klumme i de lokale nyheder, som hun bruger til at skrive sine synspunkter ned om emner såsom støtte til pryglestraf og henkastning. I slutningen af episoden "Vitamin D", er Sue gjort til medleder af koret, men snart indskrænkes hendes deltagelse til en rådgivende rolle. I episoden "Wheels", giver Sue Becky Jackson (Lauren Potter), en pige med Downs Syndrom, lov til at slutte sig til Cheerios som en erstatning for Quinn. Det bliver senere afsløret, at Sue har en ældre søster, Jean, der selv har Downs syndrom, der viser en blødere side af hendes normalt hårde karakter.
I håb om at sabotere Glee Club chancer for at vinde mesterskabet, giver Sue korets sætliste til rivaliserende kors ledere Grace Hitchens (Eve) og Dalton Rumba (Michael Hitchcock).  Da hendes handlinger bliver opdaget af Principal Figgins (Iqbal Theba), bliver Sue suspenderet fra skolen. Hun bliver senere genindsat efter afpresning af Figgins, og vinder hendes sjette titel i træk til den national cheerleader konkurrence. Sue dømmer til fordel for New Directions til de regionale konkurrencer, selvom de kommer på en tredje plads efter de rivaliserende kor Vocal Adrenaline og Aural Intensity, og bliver opløst for ikke at placeret. Sue afpresser derefter Principal Figgins for at genindføre koret, hvilket giver dem endnu et år til at bevise deres værd.
I den anden sæson, bliver Sue konstitueret rektor efter at Figgins er blevet inficeret med influenza, men senere nedlægges hun. Sue arrangerer at få cheerleadernes regionale konkurrence flyttet til konflikt med fodboldmesterskab, og hun tvinger Quinn, Brittany og Santana til at slutte til kor, som skal gennemføre pauseshowet, da Cheerios vil være fraværende. de tre optræder i sidste ende med den koret, hvorfor de udtræder af Cheerios. Fordi de mangler tre af sine bedste cheerleaders, mister Cheerios titlen som regionale mestre efter seks år i træk. Hun faker en depression efter at have tabt, og hun tiltræder koret i en uge, og da hun ikke kan ødelægge den indefra, beslutter hun sig for at coache en af deres rivaler, Aural Intensity, til en regionale mesterskabssejr over New Directions, men New Directions er sejrrig. Sues søster, Jean, dør senere på sæsonen, og Sue bliver ødelagt og ikke kan klare, da New Directions hjælper med begravelsen og synger til Jeans begravelse. Sue siger hun giver op med hendes mange forsøg på at ødelægge koret,  men hun er tilbage til sit gamle jeg i den tredje sæson, hvor skolen starter i efteråret. Hun begynder også kæmpe for en ledig kongresplads, som hun taber til Burt Hummel.  I episoden On My Way, fortæller Sue Quinn og Will, at hun er gravid.  Hun finder senere ud af, at hun skal have en lille pige, men pigen har fødselsdefekter. Figgins udnævner svømmetræner Roz Washington (Nene Leakes) som Sues medtræner for Cheerios, men Sue laver en aftale med ham, at hvis hun hjælper New Directions med at vinde de nationale mesterskaber, vil hun genoptage enekontrollen over Cheerios. Sue hjælper koret, med at vinde de nationale mesterskaber, der sætter hende tilbage i spidsen for cheerleaderne. 

## Bifigurer

### McKinley High studerende

#### Wade Adams
Wade "Unique" Adams (Alex Newell) optræder første gang i tredje sæson i episoden " Saturday Night Glee-ver" som en ny forsanger i Vocal Adrenaline. Han er fan af både Mercedes og Kurt selvom de er rivaler i konkurrencen. Wade identificerer sig som kvindelige, og ønsker at performe som Unique i konkurrencen. Selv Vocal Adrenalines leder Jesse St. James er rystet når Unique vises på scenen. Wade præsenteres som en kvinde i den regionale konkurrence, hvor Unique er en stor succes, så Jesse beslutter at bygge gruppens nationale mesterskabsrutine op omkring Unique, og for at fremme den transeksuelle studerende som en show-kor stjerne. Unique er chokeret over den store omtale og presset, men efter en peptalk fra Kurt og Mercedes, synger, performer han og vinder MVP pris til den nationale konkurrence, selvom Vocal Adrenaline kommer på en andenplads overgået af New Directions. Newell var en finalist i The Glee Project' s første sæson, og hans præmie var to episoder i Glee . En mulighed for hans endelige karakter blev beskrevet i en Project episode som "lovechild af Kurt og Mercedes".  Ud over sin anden fulde optræden i "Nationals", vises han også kort i episoden "Props". I den fjerde sæsons premiere, slutter Unique sig til McKinley High og New Directions. Hun begynder at præsenteres som en kvinde i denne episode i løbet af skoletiden, på trods af presset fra klassekammeraterne til at fremstå som en mand.

#### Azimio
Azimio (James Earl, der oprindeligt blev krediteret som "James Earl, III") er en McKinley High fodboldspiller, der først blev introduceret i episoden "Mash-Up", med giver Finn Hudson dårlig samvittighed over at være med i koret. Azimio er en af skolens bøller, og venner med holdkammerat og bøllen Dave Karofsky. Selv om han som regel ses chikaner medlemmer af koret, var Azimio den første af fodboldspillerene i "The Sue Sylvester Shuffle" til at indvillige i at performe i pausens show, natten til mesterskabet, med henblik på at få lov til at spille i anden halvleg. Han siger han ønskede at vinde spillet, fordi det ville betyde så meget for hans far. Selvom han typisk ses med Karofsky, blev han præsenteret på egen hånd sent i anden sæson, først som del af en "tilråbsklub" arrangeret af Sue for at forstyrre korets velgørenhedskoncert i "A Night of Neglect", hvorunder han siger, at han anonymt skriver ødelæggende kommentar i NCIS og CSI: Miamis chatrum, og derefter som en af Sues medarbejdere for skolens avis, da hun genopliver The Muckraker i "Rumours" til at sprede skadelige rygter om New Directions medlemmer. Karofsky der er stoppet med at mobbe, konfronterer Azimio i "Born This Way" om hans egen mobning. Azimio vises én gang i den tredje sæson i "Asian F" hvor han stadig er medlem af fodboldholdet.

#### Jacob Ben Israel
Jacob Ben Israel (Josh Sussman) er redaktør af skolebladet, og har sin egen sladder blog. Han er blevet sammenlignet i medierne med Perez Hilton og Gossip Girl .  Jacob har et crush på Rachel, der føler sig urolig omkring ham, men er afhængig af ham for at få positive anmeldelser.  Selv om han deltager i cølibat-klubbens møder, opfører Jacob sig på en seksuelt måde overfor Rachel, og truer med at sabotere hendes musikalske karriere, medmindre hun viser ham sin bh, afpresser hende for et par af hendes trusser i episoden "Throwdown" og onanere over videooptagelser af hende i "Britney/Brittany." Han slutter sig kortvarigt til New Directions for at fylde sin medlemskabskvote til en konkurrence, som en midlertidig erstatning for Finn. Selv om han ikke synger i konkurrencen, forbliver han med koret i resten af episoden, hjælper dem med at lytte til dommerne. 

Sæsonerne 2, 3 og 4 i Glee åbnes med en dokumentarfilm lavet af Jacob (refererende til sig selv som "JBI"), om de seneste happenings på McKinley, og koret er i særdeleshed fokusering. Ud over at hjælpe seerne hamle op med plot, sæson to premiere episode "Audition" med en sådan dokumentarfilm, som blev brugt af Glee producenterne direkte adresse mod mediernes kritik af den første sæson. 

#### Rory Flanagan
Rory Flanagan (Damian McGinty) er en irsk udvekslingsstudent, der lever med Brittanys familie. Rory dukkede først gange op i episoden "Pot o' Gold" i tredje sæson. Brittany vat oprindeligt overbevist om, at Rory var en magisk alf, hvem hun kun kunne se, og var der for at give sine tre ønsker. Derudover Rory er en fan af Finn Hudson, og bliver overtalt af Finn at slutte sig til New Directions. Han gik til audition med sangen "Take Care of Yourself" i en karakteriseret af Rachel som "magisk". Rory ser op til Finn, og forsøger at forsvare Finn, da Santana fornærmer ham, kun for at få sin egen andel af fornærmelser fra hende.
Han har sin første sang, som ledende vokal i en Hall & Oates mash-up, hvor han sang et vers i en duet med Tina.
Personen Rory var skabt for McGinty efter at han vandt en tilbagevendende rolle i syv episoder i Glee, da han deltog i The Glee Project. Tanken om hans karakter interagere med Brittany blev først taget op i den næstsidste episode af The Glee Project, hvor dommerne skepulerede på, om Brittany ikke ville være i stand til at forstå et ord Rory sagde på grund af hans irske accent.  McGinty blev bevaret som en tilbagevendende rolle, fordi hans oprindelige præmie på syv episoder ikke ville være opfyldt i slutningen af tredje sæson, men han er ikke på McKinley som den fjerde sæson begynder.

#### Joe Hart
Joe Hart (Samuel Larsen) vises først som en ny elev på McKinley High i episode "Heart" i den tredje sæson .  Han er en kristen og har været hjemmeundervist indtil det tidspunkt, han slutter sig til "GOd Squad" klubben, hvis andre medlemmer er tre medlemmer af koret: Mercedes, Sam, og Quinn. Efter Quinn er kommet til skade i en bilulykke og bundet til en kørestol, beder han for hende, og hjælper hende med hendes fysiske terapi. Til gengæld hun rekrutterer ham til koret. Joe får følelser for Quinn og vender sig mod Sam til råds, da følelser som er delvist fysisk, er ildeset på grund af hans tro. Han fortsætter på McKinley og i New Directions i showets fjerde sæson.
Larsen var en af de to vindere af The Glee Project's første sæson, og hans præmie var syv episoder Glee. Ligesom sin karakter, er Larsen kristen, og havde tænkt at "være kristen og forsøge at arbejde i denne branche er modsætninger der arbejder mod hinanden", og at "man skal være meget sikker i din tro for at nærme sig denne branche".  Han var derfor overrasket og begejstret, da hans religiøse overbevisning syntes at inspirere Ryan Murphy under en episode af The Glee Project. 

#### Becky Jackson
Becky Faye Jackson ( Lauren Potter, fortælling leveret af en ukrediteret Helen Mirren) er et medlem af Cheerios med Downs Syndrom , der bliver en makker til Sue.  Potter er medlem af Downs Syndrom Association of Los Angeles, og blev kontaktet om audition gennem foreningens talent agentur, Hearts and Hands. Fjorten skuespillerinder gik audition til rollen, som Potter anså for "en stor oplevelse" at udføre. Becky vises i tre episoder af den første sæson, "Wheels", "The Power of Madonna" og "Home" og vender tilbage i anden sæson  som cheerleadertræner Sue Sylvester assistent. Becky gør alt hvad Sue fortæller hende at hun skal gøre, herunder at komme med tilråb mod koret i "A Night of Neglect", selvom hendes ærlige reaktioner på begivenheden har en virkning på Sue.
Becky er kortvarigt blevet sparket ud af cheerleader truppen af Sue i "Funeral" efter Sues søster, der også har Downs syndrom, dør. Becky anmoder om at blive medlem af koret, men hun får at vide, at det er for sent i korsæsonen, selvom hun tilbydes en plads næste år. Sue undskylder til Becky, genindsætter hende, og Becky fortæller hun vil være kaptajn for Cheerios til efteråret. Til Beckys forfærdelse, da den tredje sæson begynder, er hun ikke den eneste kaptajn, men er kaptajn med Santana. Hun hjælper også Sue med hendes kongres kampagne, selvom Sue taber valget. I episoden "Yes/No", beslutter hun at hun vil have Artie skal være hendes kæreste. Hun spørger ham om han vil på en date, og mens de har en god tid, fortæller han at han venter på et mere seriøst forhold, til hendes store skuffelse. Sue trøster hende bagefter.  Da Becky ikke få nok nomineringer til at være på stemmesedlen som senior klassen's prom dronning, er hun er meget ked af det, og slutter sig til anti-prom-holdet oprettet af Rachel og Kurt. Hun vinder et spil strip poker med Puck, efter de andre trods alt er gået til skoleballet, og han kroner dem selv til anti-prom konge og dronning. De går derefter til den virkelige skolebal, og hun hjælper ham med at knuse Sues punchskål.

#### Dave Karofsky
Dave Karofsky (Max Adler) indføres som en bølle og McKinley High atlet i episoden "Mash-Up". Han er medlem af skolens hockey team, der søler Finn til, , men i "Theatricality" er han på fodboldholdet med sin ven, bøllen Azimio (James Earl)  De mobber regelmæssigt medlemmer af New Directions. I episoden "Never Been Kissed", er der skrevet om at tackle spørgsmålet mobning af LGBT ungdom, kysser Karofsky Kurt under et skænderi.  Han advarer senere Kurt om ikke at fortælle nogen om det, og truede med at dræbe ham hvis han gør. Han bliver udvist for sin dødstrussel, men får lov til at vende tilbage af skolebestyrelsen, da der ikke blev vidnet om fysisk vold og Kurt havde ikke afsløret deres kys. Han er kortvarigt sparket ud af fodboldhold med de andre ikke-kor-medlemmer i "The Sue Sylvester Shuffle", men de vender tilbage for at performe i halvlegen i fodboldmesterskabet med et mashup af "Thriller/Heads Will Roll" sammen med koret, og i sidste ende vinder de mesterskabet. I episoden "Born This Way", efter at være blevet afpresset af Santana, giver han en undskyldning til Kurt på en gruppemøde med deres fædre, Principal Figgins og Will. I "Prom Queen", bliver Karofsky prom konge og Kurt, der er chokeret, bliver prom dronning. De to går ud på gulvet for den traditionelle konge-og dronningedans, men Karofsky er i stand til at springe ud som Kurt antyder, og forlader ballet. Han vises næste gang i episoden "The First Time" i tredje sæson. Han har skiftet til en anden high school i hans senior år. Han ser Kurt i en bøssebar, og fortæller Kurt han er kommet regelmæssig der og føler sig accepteret. Han afslører senere at på sin nye skole bliver han mobbet så ubarmhjertigt, at han forsøgte at begå selvmord, men blev reddet af sin far. Kurt besøger ham på hospitalet, og de er enige om at blive venner.
Adler havde tidligere sat spørgsmålstegn sin figurs motivation, men blev overrasket over den scene, hvor Karofsky kysser Kurt.  Han kommenterede, at han var "glad for at repræsentere en så stor gruppe af mennesker," og fortsatte: "Jeg har fået så mange beskeder fra folk rundt omkring i verden disse sidste par dage, der takker mig, fordi de enten er Karofsky, de var Karofsky eller de kender en Karofsky." I den anden sæson, bemærkede seriens medskaber Ryan Murphy, at " Glee er af natur optimistisk, og jeg tror at en karakter som Karofsky kan vende sig mod sprut eller piller eller alkohol og dræbe sig selv eller gøre noget mørkt. Men jeg elsker også Max og jeg elsker karakteren og jeg ønsker at karakteren skal have en lykkelig slutning. " 

#### Sugar Motta
Sugar Motta (Vanessa Lengies) er en studerende på McKinley. Hendes far er den velhavende ejer af en klavervirksomhed, der donerer tre klaverer til koret i "The Purple Piano Project", den episode, hvor hun første gang kommer frem. Sugar har diagnosticeret sig selv med Aspergers syndrom, som hun bruger som forklaring på, hvorfor hun kan sige hvad hun vil. Efter koret performer i skolens cafeteria i håb om at rekruttere nye studerende, dukker Sugar op til audition, hvor hun fortæller koret, at de er forfærdeligt, men hun selv er god og vil være deres nye stjerne. Hendes audition er en forbløffende forfærdelig udgave af "Big Spender", og hun bliver den første person, som ikke komme med i New Directions efter audition er overstået.  I "I Am Unicorn, giver hendes far en enorm donation til skolen for at lave et andet kor, der vil vise Sugar som stjernen, og rekrutter Shelby Corcoran til at instruere den.  Da Mercedes, Santana og Brittany melder sig til koret, antager Sugar at de vil være hendes backup-sangere, men Santana fortæller hende åbenlyst, at hun ikke er en god sanger, og hun bør holde sig ud af deres branche, på hvilket tidspunkt Sugar indrømmer, at hun "bare ønskede at være på det vindende hold for en gangs skyld".  Sugar er efterfølgende blevet set danse og synge i flere polerede forestillinger, hvilket indikerer, at hun i høj grad er forbedret. Efter Troubletones kommer på en anden plads til Sectionals, fratræder Shelby som leder. Troubletones får at vide, de er alle velkomne i New Directions, ledsager Sugar Mercedes, Santana og Brittany da de vender tilbage, og synger "We Are Young" med gruppen. Hendes første solo var i Summer Nights" i "Yes/No". I "Heart", giver hun Will penge til at betale for kostumer og makeup til de regionale mesterskaber, og en stor Valentins dag fest. Artie og Rory konkurrere om at være hendes date til festen, og Rory er valgt efter hans påstand om, at han bliver sendt hjem i slutningen af skoleåret, vinder hendes sympati.  Hun vender tilbage som medlem af New Directions i seriens fjerde sæson.
Ifølge Lengies, er Sugars selv-diagnosticeret Aspergers en del af hendes karakter. Hun sagde, at det var vanskeligt at synge dårligt med vilje, især med klaverakkompagnement.  Sugars debut blev rost af Salon's Matt Zoller Seitz, som sagde om den nye tilføjelse til McKinley, at "Hun er forfærdeligt. Hun er også en ret lille snob ... Hun er en dejlig karakter, og jeg håber, at vi ikke har set det sidste til hende. "  Entertainment Weekly's Abby West roste Sugar, og håber at se mere af Sukker som "en torn i koret side", sammen med Sue.  På den anden side, "spottet" TV Guide Sugar, kalder hende "en off-key supplement til de andre medvirkende."  The AV Club's Todd VanDerWerff er enig, og sagde om "I Am Unicorn", at "Sugar fortsætter med at være en af mine mindst foretrukne nye figurer i lang tid".  The Huffington Post kaldte Sugar Motta en af de "værste tv-karakter" i 2012. 
Sugar bliver kortvarigt spillet af Dianna Agron i løbet af en drømmesekvens i episoden "Props".

#### Jake Puckerman
Jake Puckerman (Jacob Artist) er et ny McKinley High studerende, der første gang optræder i den fjerde sæsons premiere, "The New Rachel". Han er en yngre halvbror til Puck , som han aldrig har mødt. Han gik til audition til New Directions, men da han bliver stoppet midtvejs gennem sin sang, bliver Jake rasende og vælter bevidst et nodestativ, som han derefter nægter at samle op. Han bliver ikke optaget i koret, men da instruktøren Will Schuester opdager, at Jake er relateret til Puck, inviterer han personligt Jake til at slutte sig til New Directions. Will fortæller Jake, at han er talentfuld, og han tror, koret vil hjælpe ham som det gjorde med Puck, men Jake tvivler. I den følgende episode, "Britney 2,0", arrangerer Will et møde mellem halvbrødrene, og Jake beslutter sig senere for at slutte sig til koret. Selv om der er tegn på, at han og en anden nyt medlem af koret Marley Rose kunne være interesseret i hinanden, er hun ked af at finde ud af at han dater Kitty (Becca Tobin), den ledende cheerleader og men han dumper hende, efter hun behandlede Marley respektløst

#### Marley Rose
Marley Rose (Melissa Benoist) er en overførsel studerende til McKinley High der optræder første gang i " The New Rachel ", den fjerde sæsons premiereepisode. Hun kommer fra en familie med lav indkomst, og hendes mor arbejder på skolen i cafeteriaet og er meget overvægtige. Marley er en af de mange studerende, der gik til audition til New Directions, og er den eneste elev, der bliver optaget. Hun er tiltrukket af Jake Puckerman, som også er ny på McKinley, men selv om tiltrækning virker gensidigt, er hun ked af at opdage at han dater Kitty, den ledende cheerleader, svarer til, hvad der skete med Rachel og Finn. Jake bryder op med Kitty, fordi hun behandlede Marley dårligt, men han ignorerer Marleys romantiske forsøg.

#### Matt Rutherford
Matt Rutherford (Dijon Talton) er en fodboldspiller, der slutter sig til New Directions i fjerde episode, "Preggers" , og vises i resten af den første sæson af Glee. Han vender ikke tilbage i anden sæson. Will siger, at han er startet på en anden skole  Talton har kaldt Matt en typisk fodboldspiller med et talent for sang og dans, der altid har ønsket at performe, men følte sig tvunget til at vælge mellem at performe og være "cool". Talton forklarede, at da Finn slutte sig til koret gjorde det, det mere acceptabelt for Matt at være ærlig med sig selv om, hvad han ønskede at gøre, og at han bliver mere komfortabel at være med i koret; "hvad det står for, hvordan det gør ham til at føle ".  Han sagde følgende om Matts karakteristik:
| Citat | Jeg ville Matt at være sjovt og bare nyde øjeblikket [...] Jeg tror i dag alt for mange børn er optaget af folks meninger og domme, og hvordan det kommer til at påvirke dem. I slutningen af dagen det eneste der betyder noget, er, hvis du er glad, og hvis din egen dom for dig selv er en god en. Hvis du kan se i spejlet og sige, "Jeg er Matt Rutherford, eller jeg Dijon Talton, og jeg er tilfreds med det," det er alt, hvad der er vigtigt. Det er, hvad jeg ønskede at bringe til Matt. | Citat |
|       | |       |

Dijon Talton, Starry Constellation Magazine

#### Lauren Zizes
Lauren Zizes ( Ashley Fink) er McKinley High AV klubbens præsident og er mester i græsk-romersk wrestling. Under den første sæson, fortæller Kurt sin far, at Laurens forældre måtte sagsøge skoledistrikt at få Lauren på wrestling holdet. Lauren har en bitter personlighed og er beundret af Puck for at være "en større bad-ass" end han er. Hun er overvægtig og har en kærlighed til slik, specielt Cadbury Creme Eggs. Lauren er lejlighedsvis blevet set i Goth tøj og er en fan af Twilight-serien. Hun slutter sig til New Directions i episoden "Special Education", for gør det muligt for koret at opfylde medlemskvoten til en konkurrence.  Tidligt i sin embedstid, hævder hun at visse kor er dumme, men ved flere senere lejligheder ses hun nyde sang og performer i baggrunden. Hun udfører "I Know What Boys Like", som hendes første solo i episoden "Comeback". Hun har en kampagne med Puck til prom konge og dronning, selv om de begge taber, og de to er stadig et par i slutningen af anden sæson. Men efter koret slutter på en 12. plads til de nationale mesterskaber, konkluderer Lauren, at være i New Directions er skadelig for hendes troværdighed, så hun forlader gruppen og slår op med Puck i starten af det nye skoleår.

#### Andre McKinley High studerende
I sæsonen 1's episode "Ballad", gør Sarah Drew en gæsteoptræden som Suzy Pepper,  en senior med "en sindssyg, absurd, psykotisk crush på Mr. Schuester." Drew beskrev Suzy som en "slags stalkerish og uhyggelig", men i sidste ende harmløs.  James Poniewozik fra Time kommenterede positivt på Suzys karakteristik, observerede, at mens hun syntes at være en "smid-væk dorky-girl stereotype",var hun en "uddybende som en person ", en bedrift han tvivlede serien ville have været i stand til tidligere i sæsonen. 
I sæson tre, portrætterer LaMarcus Tinker Shane Tinsley, en ny romance for Mercedes og en "massiv linebacker for McKinley Titans ".  Rock Anthony vises som Rick "The Stick" Nelson, en hockey spiller, der søler Finn til og kører en kampagne som seniorklassens præsident mod Kurt og Brittany.  I fjerde sæson spiller Becca Tobin Kitty Wilde, en led cheerleader. Daniel Curtis Lee og Jesse Luken spiller Phil Lipoff og Bobby "Boom Boom" Surette, tabere der mobber koret. 
The William McKinley Jazz Ensemble ledsager ofte New Directions til deres musikalske numre. Den studerende ensemblet blev indført i pilot episoden, med Artie Abrams som et medlem af denne gruppe samt New Directions. Regelmæssige medlemmer af gruppen omfatter en trommeslager spillet af John Lock  og en bassist spillet af Scott Henson, [ 129 ] begge indført i pilot, en guitarist spillet af Spencer Conley,  første gang set i " Throwdown ", og en keyboardspiller spillet af Mark Nilan Jr.,  som optræder første gang i "The Power of Madonna". Andre studerende instrumentalister ledsager New Directions, der omfatter strygere og horn spillere, yderligere guitarister, keyboard spillere og percussionister, og en harpenist. Den eneste instrumentalist der har modtaget en gæsterolle kredit er bassist Scott Henson (som "Scott T. Henson, guitarist") for at have en linje af dialogen i "A Very Glee Christmas". John Lock er ofte vist som en der venter på at Finn Hudson selv skal spille trommer, og Spencer Conley blev præsenteret i blandt korets piger i deres præstationer i "Start Me Up / Livin 'on a Prayer" mash-up i "Never Been Kissed". Ingen af disse instrumentalister har fået karakter navne, og Conley og Nilan har ikke optrådt i nogen af tredje sæsons episoder. Lock og Henson opgav midlertidigt deres instrumenter til fordel for at synge og danse med New Directions for konkurrencen i episoden "Hold On to Sixteen".
I "The Purple Piano Project" blev tre karakterer indført som nye venner af Quinn Fabray. Sheila ( Raven Goodwin), "The Mack" (Courtney Galiano), og Ronnie (Joleny Purdy) (sammen med Quinn Fabray). De dannede sammen en gruppe med navnet "The Skanks".

### McKinley High's medarbejdere

#### Shannon Beiste
Shannon Beiste (Dot-Marie Jones) er den nye fodboldtræner i sæson to, der erstatter Ken Tanaka. Hun kommer til William McKinley High med en misundelsesværdig rekord i at træne succesfulde fodboldhold, og Principal Figgins øger fodboldholdets budget for hende, ved at reducere cheerleadernes og korets budgetter, som ikke behager Sue og Will, og driver dem ind i en midlertidig alliance mod hende . Beiste er bestyrtet over deres uhøflighed, men tilgiver Will, da han undskylder og får et venskab med ham.
Hun overvejer at gå af som træner da hun finder, at flere studerende har fantaserer om hende for at bremse deres ophidselse. Will får de studerende til at undskylde og får hendes tilgivelse. Han finder også ud at Beiste aldrig er blevet kysset, hvilket for ham til at give hende sit første kys. Beiste hjælper senere korets medlemmer med bevare Brittanys fortsatte tro på julemanden: forklædt som Santa, forklarer hun til Brittany, hvorfor hendes ønske, om at Artie skal gå ikke kan gives.
Beiste tvinger fodboldholdet og koret Glee Club til at arbejde sammen i en uge, og til trods for modstand og baghold, er planen i sidste ende vellykket og fodboldholdet vinder mesterskabet. Under episoden "Blame It on the Alcohol", tager Beiste Will med ud til en sjov tid på en rodeo bar, hvor hun synger sin første solo:" One Bourbon, One Scotch, One Beer ". I tredje sæson, tilføjer Beiste opgaver som leder til skolens musical, og at fører seniorklassens valg til hendes træneropgaver. Hun forelsker sig i Ohio States fodboldtræner Cooter Menkins, og ender kortvarigt i en romantisk trekant med ham og Sue, men senere gifter Beiste og Cooter sig, et faktum, der blev afsløret i episoden "Yes/No". Senere opdager Shannon, at Cooter er voldelig, og selv om hun er i første omgang er tilbageholdende med at forlade ham, gør hun det med støtte fra hendes venner og adskillige medlemmer af koret.

#### Shelby Corcoran
Shelby Corcoran (Idina Menzel) er træner for det rivaliserende koret Vocal Adrenaline under sæson et, beskrevet af Murphy som "en slags Faye Dunaway i Network". Hun gør ud med Will kort efter hun møder ham, men hun modstår at sove med ham, da han siger, at hans skilsmisse er endnu ikke overstået, og at han netop har brudt med sin nye kæreste, Emma. Fans havde arbejdet på at Menzel blev castet som Rachels biologiske mor, på grund af den stærke lighed mellem Menzel og Michele.  I episoden "Dream On", blev det afsløret, at Shelby i virkeligheden er Rachels biologiske mor. Hun havde underskrevet en kontrakt, der erklærede, at hun ikke kunne opsøge sin datter, indtil hun var atten. I sæsonen 1's finale, "Journey to Regionals", adopterer Shelby Quinn Fabray og Noah Puckermans nyfødte datter, Beth. Hun forlader Vocal Adrenaline inden begyndelsen af næste skoleår. 
Shelby vender tilbage i den anden episode af sæson tre, "I Am Unicorn", da hun er blevet rekrutteret til at lede et andet kor på McKinley High af Sugar Motta's far, da Sugar nægtes medlemskab i New Direction. Shelby tilbyder at både Quinn og Puk kan deltage i Beths liv.  I "Pot o' Gold", fortæller Shelby Puck, at hun kæmper med at være mor, da episoden afsluttes, kysser de. Puck forelsker sig i hende, men Shelby fortæller ham i "Mash Off", at det kys var en fejltagelse. Hun kompenserer for fejlen i "I Kissed a Girl", da hun sover med ham. Shelby fratræder McKinley i den ottende episode, "Hold On to Sixteen".

#### Principal Figgins
Principal Figgins (Iqbal Theba) er William McKinley High School's "strenge men fair" rektor. Figgins tillader Will at overtage skolens kor, men han insisterer på, at de studerende skal placeres godt til de regionale mesterskaber, for koret skal fortsætte .  Han blev afpresset af Sue i det meste af første sæson: hun finder internetoptagelser af ham optræde i en støttereklame for Mumbai Air,  og hun putter senere narkotika i hans drink og tager en kompromitterende fotografi af dem i sengen sammen. [ 65 ] I den anden sæson, fungerer Sue som Figgins midlertidige vikar, da han får influenza, og det lykkes hende at få ham fyret, og blive rektor i hans sted. Hun fratræder dog i den følgende episode, og han er genindsat. Nær slutningen af sæsonen, lejer han koret til at optræde ved skolens junior prom.
Selvom Figgins oprindeligt var tænkt som hvid, blev det den pakistansk amerikanske skuespiller Theba castet i rollen. Han finder Figgins en udfordrende karakter at spille, da det indebærer at finde "den rette blanding af en person, der er en myndighed taler, men som også er meget usikker omkring sine egne styrker som en person." 

#### Holly Holliday
Holly Holliday (Gwyneth Paltrow) er en vikar på McKinley High. Hendes første optræden var i episoden "The Substitute" i den anden sæson, når hun midlertidigt overtager posten som leder for koret, mens Will Schuester er syg. Paltrows Glee-karakter er mærket af hendes første skrevet gæsteoptræden i en serie nogensinde.  Rollen som Holly blev skabt til hende af seriens skaber Ryan Murphy , en personlig ven, der foreslog, at hun fremviste hendes vokal og dansetalent i december 2010 i forbindelsen af frigivelse af filmen Country Strong, hvor Paltrow spiller en countrysanger.  Holly gør et comeback i episoden "Sexy", denne gang som lærer for McKinleys seksualundervisning. I samme episode begynder hun også et romantisk forhold med Will. Hollys tredje og sidste optræden, i sæsonen er i episoden "A Night of Neglect", hvor hun afbryder hendes forhold til Will, fordi hun ved, at han er forelsket i Emma. Selvom Murphy anførte i PaleyFest i marts 2011, at Paltrow som Holly ville være tilbage i sæson tre for en række gæsteoptrædener,  var ingen andre detaljer blevet leveret ved udgangen af dette år. I den første sæson, har Finn nævnt at Gwyneth Paltrow kaldte hendes barn Apple under en diskussion med Quinn om egnede babynavne.

#### Sandy Ryerson
Sandy Ryerson (Stephen Tobolowsky) er den tidligere leder for McKinley High's kor. Selv om han hævder at have en pigekæreste, refererer Rachel til ham som en "lukket sag", og han bliver fyret for upassende seksuel adfærd over for en mandlig elev. Efter sin fyring, bliver han en narkohandler, med videresalg af medicinsk marihuana.  Han ønsker at slutte sig til Will band, the Acafellas, afviser de i første omgang ham fordi han skulle være for "uhyggelig", men ændre deres mening, da han fortæller dem, at Josh Groban er en af hans venner, og vil deltage i deres næste forestilling, hvis Sandy er med. Mens Groban gør sin deltagelse, gør han det kun for at give Sandy et tilhold for at konstant at sende ham upassende billeder og beskeder over internettet.  En hemmelig aftale med Sue Sylvester om at lukke New Directions, bliverer Sandy udnævnt som skolens kunstleder. 
Sandy vises i Rachels musikvideo til "Run Joey Run", hvor han spiller hendes far,  og giver Will råd om at slå rivalerne, Vocal Adrenaline.  Hans opførsel er ofte excentrisk, herunder en dukkeindsamling, skriver fan fiction om Desperate Housewives, forsøger at skabe en rolle for sig selv som Cleopatra i skolen produktion af Cabaret.
Casting notatet til rollen som Sandy kan man læse at "Han er bøsse, men skjuler det ... det meste af tiden. Med en pastel sweater kastet over skuldrene, er Sandy den tidligere korlærer, der får øksen efter en episode med upassende berøring. "  Tobolowsky, der spiller Sandy, beskriver ham som en humoristisk karakter, der "bare ikke kan forbindes med den normale verden" og finder på "ydre afgrænsning af virkeligheden".  Tim Stack fra Entertainment Weekly har rost Sandy som "en af de mest pålidelige karakter for store linjer og grin."  I de første par episoder, blev det antydet kraftigt at Sandy var bøsse. I episoden "A Night of Neglect" blev dette bekræftede, hvor Sandy karakteriserer sig selv som en "aggressiv bøsse". I denne episode, tilslutter han sig Sue Sylvesters "League of Doom", ved hjælp af kodenavnet "The Pink Dagger", men ender med at donere penge til støtte for skolens akademiske tikamp hold og ødelægger Sue planer.

#### Ken Tanaka
Ken Tanaka (Patrick Gallagher) var cheftræner for skolens fodboldhold og blev tidligere forlovet med Emma. Gallagher har udtalt: "Jeg tror, du forstår, hvor Ken kommer fra, da de går fra hinanden. Du forstår hvor bitterheden kommer fra, og folk kan begynde at kunne lide ham lidt. Ken vil holde den kørende [efter Emma]. Ken vil gå efter hvad han ønsker. Én ting Ken ikke vil gøre, er at give op ".  Selvom Gallagher er kinesisk og irsk, er Ken japansk . 
Sammenlignet med hans hans karakter, har Gallagher detaljeret forklaret: "Jeg er mere ligesom ham end jeg plejer at indrømme. Jeg indså, at jeg skulle til det, jeg kan lide at tænke som en ældre version af mig fra år siden. Jeg tror Ken er ikke tilfreds med, hvor han er i livet. Jeg tror, han har stadig et godt hjerte, men der er denne usikkerhed og bitterhed stablet oven på hinanden. Jeg tror kærligheden er i Kens hoved, og kærligheden til mig er sådan en idealistisk begreb. Men én ting jeg virkelig respekterer ham for, er at han går efter noget:.. han forfulgte bare stædigt Emma. Jeg ville ønske jeg var mere som det. På nogle måder er han en lille smule modigere end jeg. Jeg mener, se på, hvad han bærer. Det tager modet. "  Gallagher finder det interessant at spille den rolle, og han må konfrontere sine egne "usikkerhed" og "bitterhed".  Gallagher føler, at han trækker meget af Kens karakteristik fra sig selv, samtidig med at "kanaliser" hans high school gymnastiklærere.  Han udtalte: "Den virkelige udfordring er at finde en balance mellem ikke at forsøge at være for sjov, ikke forsøger at gøre det sjovt, bare at lade det være sjovt, og bare levere den replik og lade manuskriptet gøre arbejdet for dig. " 
Han vendte ikke tilbage til den anden sæson, og den nye fodboldtræner, Shannon Beiste, spilles af Dot-Marie Jones.  Principal Figgins forklarer, at Ken havde et nervøst sammenbrud 

#### Roz Washington
Roz Washington (NeNe Leakes) blev første gang introduceret i episoden "Yes/No" i tredje sæson som McKinley High's nye synkronsvømmetræner, en sport, hvor hun modtog en olympisk bronzemedalje.  Coach Roz dukkede igen i "The Spanish Teacher", hvor hun dirigerer en rutine for Cheerios, som cheerleadertræneren Sue Sylvester afskyr. Roz formår at overbevise Principal Figgins at få udpeget hende som cheerleader medtræner, hvilket krænkede Sue, der ikke ønsker at dele magten. Sue laver en aftale med Figgins om at, hvis hun hjælper koret med at vinde den nationale konkurrence, vil hun genvinde fuld kontrol over Cheerios. Koret vinder de nationale mesterskaber, og Sue er triumferende.
Rollen som Roz blev skabt af Ryan Murphy, der bemærkede, at Leakes selv var en del af inspirationen til den karakter, fra hendes optræden på The Celebrity Apprentice reality tv-show, og først bagefter indså han at han kunne tilbyde rollen til Leakes selv. Ian Brennan skriver de fleste af Roz' dialoger, ligesom han skriver de fleste af Sues.  Leakes har som Roz modtaget mest ros for hendes arbejde. Billboards Rae Votta sagde, at hun var "nok den bedste del" af "Yes/No", og efter hendes anden optræden i "The Spanish Teacher", blev det erklæret at showet "bør aldrig lade Nene gå" .  Crystal Bell fra Huffington Post sagde om hendes første optræden kun at Leakes "gør det godt", men på tidspunktet for hendes tredje optræden i "Big Brother", efter at have rost gæstestjernen Matt Bomer, tilføjede hun, at "han er ikke Nene Leakes, men ikke alle kan være fantastiske".  En anden mening kom fra BuddyTV's John Kubicek, der kunne lide at skrive for Roz, men skrev at Leakes var "en pinligt frygtelig skuespillerinde". 

#### Andre McKinley High medarbejdere
John Lloyd Young er gæstestjerne i episoden "Acafellas" som Henri St. Pierre, som er en "en pensioneret sløjdlærer med en fremragende sangstemme".  Molly Shannon forekommer to gange i løbet af første sæson som Brenda Castle, en alkoholisk astronomilærer og badmintontræner der har sammenstød med Sue.  Brad Ellis har en tilbagevendende rolle som Brad, pianisten, der ledsager New Directions. Barbara Tarbuck vises i den tredje sæson som Nancy Bletheim, en geometrilærer, der har arbejdet på McKinley High i 42 år, der støtter Sues kongresvalgkamp.  Mary Gillis spiller Mrs. Hagberg, der vises i "Prom Queen", som har undervisning i hjemkundskab i "I Am Unicorn" , har undervisning i geografi i "I Kissed a Girl", har undervisning i matematik, og trækker sig tilbage fra hendes faste ansættelse som historielærer i "The Spanish Teacher", selvom hun vender tilbage til en end-of-the-year ceremoni i "Nationals". Ricky Martin portrætterer David Martinez, en aftenskole spansklærer, i episoden "The Spanish Teacher". Han afløser Will som McKinley's spansklærer, da Will i stedet begynder at undervise i historie. 

### Personer i de rivaliserende kor

#### Sunshine Corazon
Sunshine Corazon (Charice Pempengco) er en udenlandsk udvekslingsstudent fra Filippinerne. Rachel inviterer hende til at slutte sig til koret efter at have set Sunshine synge med på New Directions' version af "Empire State of Mind", og tror fejlagtigt at, Sunshine forgudede hende, men da de to synger "Telephone", føler Rachel sig truet af Sunshine der synger med dygtighed og narrede hende til at gå hen til en crackhus i stedet for til auditions. Rachel fundet ud af det, og Sunshine går til sidst til audition, hvor hun fortryller klubben med "Listen". Selvom hun straks bliver accepteret i klubben, kontakter Sue Sylvester Dustin Goolsby, den nye leder for den rivaliserende kor Vocal Adrenaline, der sikrer permanent amerikansk opholdstilladelse og en ejerlejlighed for Sunshine og hendes mor, forudsat at hun slutter sig til hans kor. Sunshine indrømmer, at hun ville have elsket at være i New Directions, men hun følte, at Rachel ville have gjort det til et "levende helvede" for hende.  In "A Night of Neglect", fremstår Sunshine som et medlem af Carmel High's akademiske tikamphold, der taber i semifinalerne til McKinley High's team.
Sunshine hører om New Direction's til fordel for McKinley holdets finaleudgifter, og stiller frivillig op til at performe, og lovede at få hendes tilhængere til at deltage. De accepterer hendes tilbud, efter at hun synger "All By Myself", men Dustin Goolsby trækker hende ud af indsamlingsprojektet og hendes fans kommer ikke . Sunshine dukker op i sæson to finalem "New York" til den nationale korkonkurrence. Sunshine fortæller Rachel, at hun er kommet til at hade at være i Vocal Adrenaline, og desperat ønsker at forlade koret på dagen for konkurrencen. Rachel opmuntrer hende til at performe og undskylder for, hvad hun gjorde mod hende i starten af året. Sunshine synger den originale sang "As Long As You Are There", og gruppen kommer i top ti, det er senere afsløret, at de kom på andenpladsen.

#### Dustin Goolsby
Dustin Goolsby (Cheyenne Jackson) er instruktør for det rivaliserende kor Vocal Adrenaline. Han erstatter Shelby Corcoran (Idina Menzel), da hun forlader posten efter at ført holdet til fire nationale mesterskaber i træk. Murphy beskrev Dustin som "en komplet skurk" og erklærede, at han vil "blive meget sammenflettet ind i Wills liv".  Han er første gang vist i episoden "Audition", hvor han eskorterer sin nye rekrut Sunshine Corazon ud af William McKinley High School og tager hende væk fra New Direction, da Dustin er blevet varskoet om hende af Sue Sylvester. Dustin og Sue havde en taktik, ved at tilbyde at sponsorere Sunshines visum og arrangere en lejlighed til hende og hendes familie, som betaling for hendes indtrædelse i Vocal Adrenaline trods hun bliver indskrevet på McKinley High. Han vender tilbage i "A Night of Neglect", slutter sig til Sue's "League of Doom" for at hjælpe hende med at sabotere McKinleys kor, og returnerer igen til den nationale showkorkonkurrence i sæson to's finale, "New York", hvor Vocal Adrenaline kommer på en anden plads, som efterfølgende bliver afsløret i episoden "I Am Unicorn" itredje sæson - og Goolsby bliver fyret som instruktør for ikke at vinde den femte nationale mesterskab i træk. 
Jackson blev oprindeligt betragtet til rollen som Will,  og var i 2009 oprindeligt blevet castet til episoden "Acafellas" som Vocal Adrenalines koreograf Dakota Stanley, men han var ikke i stand til at arbejde på grund af sygdom. 

#### Harmony
Harmony ( Lindsay Pearce ) er vist første gang i "The Purple Piano Project" ved et Ohio introduktionsfest for fremtidige ansøgere til New York Academy of Dramatic Arts (NYADA), og er en af en gruppe af håbefulde studerende at have været deltaget månedligt, siden de var førsteårsstuderende. Hun har arbejdet i showbusiness siden før fødslen - en ultralydsscanning af hende blev omtalt i en episode af Murder, She Wrote , og hun dukkede senere op i reklamer for Gerber babymad. Da Rachel og Kurt kommer til deres første NYADA introduktionsfest, synger Harmony som forsanger på et ekstensivt koreograferet mashup af "Anything Goes" og "Anything You Can Do" fra musicalene Anything Goes og Annie Get Your Gun, der intimiderer de to nyankomne.  Hun vendte tilbage i "Hold On to Sixteen", hvor hendes kor, the Unitards, for en tredje plads ved Sectionals, hvorefter hun fortæller Kurt, at hun er en andetårsstuderemde.
Harmony er portrætteret af The Glee Project finalisten Pearce,  og hendes debut blev mødt med kritik. Todd VanDerWerff fra The AV Club skrev, at hendes karakter kunne være "den bedste nye karakter nogensinde",  og TVLine's Michael Slezak følte, at Harmony var "glimrende købt til livet" af Pearce.  Kevin Fallon fra The Atlantic sagde, at hendes introduktion lover godt for fremtidige The Glee Project deltagere og at "hun bragte, hvor de bedste nye figurer gør, friske og spændende aspekter til showets etablerede hovedroller".  Lisa Respers France fra CNN kaldte Pearce's præstation det bedste tidspunkt i en episode, og fandt karakteren positiv, da den mindede hende om "gamle Glee".  Men AfterEllen.com's Christie Keith var mere kritiske over hendes udseende, og skrev: "Lindsay er en af de grunde til, at jeg ikke kan se se The Glee Project , og nej, hun kan ikke synge på afstand såvel som Lea Michele, og da ingen af drengene der var, var tæt på at være så stor en darling som Kurt, blev jeg tvunget til at suspendere min vantro, når hele oplevelsen har ødelagt Kurt og Rachel. " 

#### Grace Hitchens
Grace Hitchens (Eve Jeffers) er showkor instruktør for Jane Addams Academy for urolig kvindelig ungdom. Hun bliver overtalt af Sue til at bruge sange fra New Directions' sætliste til Sectionals at give hendes gruppe en fordel i konkurrencen.  Selvom hun føler sig skyldig efter den kendsgerning og forsøger at informerer dommerne om hendes snyd, har de allerede enstemmigt valgt New Directions som den vindende klub. Hun og den rivaliserende korinstruktør Dalton Rumba giver Principal Figgins bevis for, at Sue hjalp dem med at snyde, hvilket fører til Sue's suspendering. 
Når man sammenligner hendes karakter med McKinley High kors instruktør, Will Schuester, forklarede Eve: "Jeg kommer fra et hårdere sted . Jeg er lærer i en reform skole. Jeg er vant til at være meget streng. "  Whitney Houston var blevet kontaktet om at optræde, men afslog, så Eve tog hendes plads.  I en diskussion om hendes casting, erklærede Eve: "Jeg blev spurgt, og jeg havde hørt rygter om showet. Da den første pilotepisode kom ud, regnede jeg med at det var noget anderledes og noget vi ikke har set på TV før, så jeg ønskede ikke at afslå!"  Gerrick D. Kennedy fra Los Angeles Times var imponeret over Eves skuespil og "on-screen charme", og følte, at hun arbejdede pænt i "Hairography" episoden.  I modsætning hertil var Hankinson Bobby fra Houston Chronicle skuffet over at Houston ikke havde taget rollen, og kritiserede Eve for hendes manglende personlighed. 

#### Sebastian Smythe
Sebastian Smythe (Grant Gustin) er elev på Dalton Academy, der flytter til skolen i showets tredje sæson. Han er indført som en ny Dalton Academy Warbler i femte episode, "The First Time". Da Blaine Anderson, den tidligere forsanger i The Warblers som er flyttet til McKinley High, kommer til Dalton at invitere sine Warbler-venner til at se en musical, han har hovedrollen i på McKinley, er Sebastian tiltrukket af ham og spøger ham, men Blaine er tilfreds med hans nuværende kæreste, Kurt Hummel, og vender ham ryggen.  Sebastian siger, at han og Kurt skal slutte sig til ham på en lokal bøssebar, selvom hans yderligere bestræbelser på at komme mellem Blaine og Kurt er mislykket, og Kurt advarer senere Sebastian om at komme væk. Sebastian bliver kaptajn for The Wamblers, og i "Michael", planlægger han at forpurre at New Directions skal synge Michael Jackson-sange på de regionale mesterskaber, ved en tilsætning af Jacksons musik til The Wamblers' sætliste. Da McKinley koret udfordrer The Wamblers for retten til at benytte Jackson , kaster The Wamblers en snebold tilsat stensalt, der skader Blaine. Kurt var det tilsigtede mål, således at han har brug for kirurgi til at reparere hans hornhinde. Santana får ham privat til at indrømme sin troløshed, men uvidende om at hans tilståelse blev optaget, så de andre The Wamblers bliver gjort bekendt med hans handlinger.  Ufortrødent, forsøger Sebastian at afpresse Rachel i ikke konkurrere på de regionale mesterskaber, ved at true med at poste forfalskede nøgenbilleder af Finn på internettet, men ødelægger billederne efter Dave Karofsky forsøger selvmord. Sebastian havde grusomt afvist Karofsky på en bøssebar, og bebrejder sig selv. De The Wamblers tabe til New Directions på de regionale mesterskaber. 

#### Jesse St. James
Jesse St. James (Jonathan Groff) er den mandlige hovedrolle i Vocal Adrenaline og en af de vigtigste antagonister i den første sæson.  Han er instrueret til støtte Rachel af Vocal Adrenaline's træner Shelby Corcoran, der hemmeligt hendes er biologiske mor. Jesse og Rachel begynder at date, og han går kortvarigt på McKinley High, hvor han slutter sig til New Directions. Da sandheden om Shelby er åbenbaret, vender Jesse tilbage til sin gamle skole. Han slutter hans forhold til Rachel ved at smide æg på hende på McKinley High parkeringsplads sammen med sine venner fra Vocal Adrenaline, og derved ydmyger hende.
I episoden "Prom Queen", returnerer han, efter at have dumpet i college, i et forsøg på at støtte Rachel igen. Han hævder, at hans største beklagelse var at vælge Vocal Adrenaline over kærligheden. Han slutter sig til Rachel, Sam og Mercedes, der er gået sammen om at gå lave "prom on a budget", til McKinley junior prom, men efter at komme op at slås med en jaloux Finn, bliver han smidt ud af ballet. Han laver en konsulentvirksomhed til at hjælpe showkor med deres fremførelser. Hans første klient er New Directions. Hans genoptaget forholdet til Rachel mislykkes i sidste ende , da Finn pludselig kysser hende midt i en national mesterskabs præstation og Rachel vælger at komme sammen med ham.
Jesse vender tilbage i den sidste del af tredje sæson som ny træner for Vocal Adrenaline, der erstatter den fyret Dustin Goolsby.  Han og Rachel har en venlig øjeblik, hvor hun opfordrer ham til sine første nationale mesterskab som Vocal Adrenaline træner, og han fortæller hende at han kan lide hende kæphøje side. Han har også (lidt hånligt) lykønsket Finn med at blive forlovet med Rachel. Senere taler Jesse med Carmen Tibideaux (Whoopi Goldberg) og fortæller hende Rachel er den mest talentfulde person han kender.
I en kontroversiel essay for Newsweek , skrev kritikeren Ramin Setoodeh at Groff, der er åbent homoseksuel, ikke var overbevisende som den heatroeseksuelle Jesse ("han virker mere som dit gennemsnitlige teater dronning, en bedre romantisk match for Kurt end Rachel").  Groff præstation blev forsvaret af Ryan Murphy og gæstestjernen Kristin Chenoweth, der begge beskrev Setoodeh's essay som homofobisk, og det blev også fordømt af GLAAD præsident Jarrett Barrios.

#### Andre rivaliserende kor personale
Whit Hertford fremstår som Dakota Stanley, en koreograf, der arbejdede for Vocal Adrenaline tidligt i sæsonen et, og blev kortvarigt hyret af New Directions.  Michael Hitchcock fremstår som Dalton Rumba, træner for Haverbrook Deaf Choir.  Senior Dalton Academy Warblers fra anden sæson omfatter Wes (Telly Leung), David (Titus Makin, Jr.), og Thad (Eddy Martin), som kører gruppens møder. En anden Warbler er Nick (Curt Mega), der synger som forsanger for The Wamblers i den tredje sæson. Jeff (Riker Lynch) og Trent (Dominic Barnes) er også medlem af The Wamblers.

### Familie til McKinley's studerende og medarbejdere

#### Kendra Giardi
Kendra Giardi (Jennifer Aspen) er Terri Schuester's søster. Hun og hendes mand Phil (Michael Loeffelholz) har trillingesønner (spillet af Ethan, Aidan, og Ben Freedman). Hun påvirker mange af Terri's beslutninger under hendes falske graviditet ved at hjælpe Terri i hendes ordninger, og forudsiger katastrofen, da Terri overvejer at bekende sandheden til Will. I episoden "Throwdown", får Kendra og Terri deres fødselslæge, Dr. Wu (Kenneth Choi), til at lave en falsk ultralyd til at overbevise Will om at barnet er reel. Entertainment Weekly's Wendy Mitchell anså Kendra som "sjov" og ønskede at se mere af hende,  mens hendes kollega på bladet, Ken Tucker, beskrev Kendra som "en skrigende tegneserie, der kun eksisterer for at fremme graviditetsplottet". 

#### Carl Howell
Carl Howell (John Stamos) er en tandlæge, der blev indført i "Britney/Brittany" som Emmas kæreste. Som en fan af The Rocky Horror Picture Show, stiller Carl frivillige op for at spille Eddie i McKinley High's produktionen af musicalen. Han kan ikke lide Emma og Will tilbringe tid alene sammen, da han er klar over, at Will har følelser for hende. I episoden "Special Education", Carl og Emma gift i Las Vegas. Men efter Emma naivt er fortaler om afholdenhed til koret med en opførelse af "Afternoon Delight", som faktisk er en sang om glæderne ved sex, anmoder Carl om en privat parrådgivning-session med Holly Holliday, den fungerende seksualoplysningslærer, da hans og Emmas ægteskab ikke var blevet fuldbyrdet efter fire måneder. Holly får Emma til at indrømme, at hun stadig er tiltrukket af Will, hvilket fører til at Carl for annullation af deres ægteskab igennem.

#### Carole Hudson
Carole Hudson (Romy Rosemont) er enke. Hun er Finns mor og Kurts stedmor, og hustru til Kurts far Burt. Da Finn var yngre, havde hun et forhold til en gartner, som forlod hende for en yngre kvinde. Efter at have opdaget, at Quinn er gravid, får hun hende til at flytte ind hos dem, da Quinns far sparker hende ud af deres hjem.  Kurt sætter Carole op med sin far Burt, i et forsøg på at komme tættere på Finn.  De beslutter at flytte sammen, indtil Finn bruger en homofobisk nedværdigelse mod Kurt, og Burt nægter at lade ham bo i sit hjem.  Deres forhold fortsætter imidlertid, og Carole besøger Burt, da han får et hjerteanfald tidligt i anden sæson.  Hun gifter sig med ham senere på efteråret. 
James Poniewozik fra Time følte, at Caroles reaktion på nyheden om Quinns graviditet viste, hvor langt Glee havde udviklet sig fra "det store karikerede show" det var i de tidlige episoder. Han bemærkede, at i pilotepisoden, at Carole var "bare den lidt patetisk figur vi så sukke efter gartneren", men hendes reaktion på Quinns graviditet var "en strålende karakterisering gennem små øjeblikke", et eksempel på, hvordan Glee var "at blive meget god til at vise, hvordan livet foregår i små udvekslinger i folks vaskerum og færdige kældre". 

#### Jean Sylvester
Jean Sylvester (Robin Trocki) er Sue Sylvesters storesøster. Jean, der har Downs syndrom, bor på en støtteberettiget plejehjem, og er den eneste person Sue konsekvent behandler med omhu og medfølelse. Hun er en faktor i Sues beslutning om at indlemme Becky Jackson - der også har Downs syndrom - i Cheerios. Jean dør i slutningen af den anden sæson, i episoden "Funeral".

#### Andet familie til McKinley's studerende og medarbejdere
Første sæson gæstestjerner omfatter Victor Garber og Debra Monk som Will's forældre, . Gina Hecht spiller Puck's mor i ottende episode, og ses igen, kort, i den tredje sæsons finale. Gregg Henry og Charlotte Ross spiller Quinn's forældre Russell og Judy Fabray i den tiende episode. Ross spiller yderligere optrædener i hver af de første tre sæsoner. I den anden sæson spiller Carol Burnett Sue's "berømte nazi-jæger" mor,  Kari Coleman spiller Donna Jackson, Becky Jacksons mor, og Daniel Roebuck spiller to gange som Paul Karofsky, far til McKinley High studerende Dave Karofsky, en rolle han repriser i tredje sæson. Også i den tredje sæson vises Mike Changs forældre Julia Chang (Tamlyn Tomita) og Mike Chang, Sr (Keong Sim) som tilbagevendende karakterer, fra sæsonens tredje episode. 
Emmas forældre - Rusty og Rose Pillsbury - ses også i denne tredje episode og vises igen i ""Yes/No"; de er spillet af hhv. Don Mest og Valerie Mahaffey . Ivonne Coll spiller Santanas bedstemor i "I Kissed a Girl"; Gloria Estefan spiller hendes mor , Maribel Lopez, i gradueringsfinalen i den tredje sæson, "Goodbye".
Forældrene til Sam Evans vises i "Hold on to Sixteen": hans far spilles af John Schneider, og hans mor af Tanya Clarke.  Rachels to fædre, Hiram og LeRoy Berry (Jeff Goldblum og Brian Stokes Mitchell), vises første i ""Heart" i deres to-episode tilbagevendende roller.  Blaine's bror Cooper Anderson, spillet af Matt Bomer, vises i "Big Brother". Puck's far, spillet af Thomas Calabro, vises i det attende episode, "Choke". I den fjerde sæson spiller Marley Rose's mor, der arbejder i McKinley's cafeteria af Trisha Rae Stahl.

### Bekendte til McKinley studerende og medarbejdere

#### Rod Remington
Rod Remington (Bill A. Jones) er en tv-nyhedeschef på nyhedsudsendelsen, hvor Sue Sylvester har en meningssegment ("Sue Corner"). Rod og Sue havde en kort forhold kort tid efter hans kone druknede der begyndte og sluttede i episoden "Mash-up", hun fangede ham at gøre ud med sin kollega, Andrea Carmichael (Earlene Davis). Rod og Andrea gifter senere sig og annoncere det under en nyhedsudsendelse i episoden "Furt", som krænker Sue. Som en lokal berømthed, er Rod blevet bedt om at bedømme showkorkonkurrencerne. Han har optrådt som en dommer for tre af de konkurrencer, som New Directions har konkurreret i: den første sæsons Sectionals-konkurrence, og de regionale konkurrencer i de første to sæsoner.

#### April Rhodes
April Rhodes (Kristin Chenoweth) er et tidligere medlem af koret, som aldrig færdig med gymnasiet og endte med at ramme rockbunden, , såvel som Will high school crush, der aldrig anerkendt hans eksistens. Hun slutter sig kortvarigt til koret som en voksen, i løbet af en periode, hvor Rachel havde forladt koret, og det var behov for en kvindelige hovedrolle. Under sit gensyn med skolen, giver hun muskelmagasiner og alkohol til Kurt, hun underviser Mercedes og Tina hvordan man shopper igennem, og har en kort romance med Puck.
April ses endnu engang, på hvilket tidspunkt hun er blevet elskerinde til en ældre matador og er ejer/operatør af en "cabaret rulleskøjtebane". Pludselig dør hendes kæreste og hun bliver betalt $ 2 millioner af enken ikke at gå til aviserne. Derefter beslutter April at købe koret deres auditorium tilbage, nu kaldet The April Rhodes Civic Pavilion, og vender tilbage til Broadway for at lave en helt hvid udgave af The Wiz. Showet flopper, og hun vender tilbage i sæson 2-episoden "Rumours" for at få Will til at hjælpe med hendes nye one-woman show, CrossRhodes. 
Robert Bianco fra USA Today skrev om Chenoweth's gæsteoptræden i "The Rhodes Not Taken": "Hendes tilstedeværelse kan ikke give meget mening, men det er sandsynligvis okay. Hvis det betyder at høre Chenoweth synge, kan vi ikke stille med nogen bekymret forklaring om hvad showet kan tilbyde."  Raymund Flandez fra The Wall Street Journal var lige så positiv med hensyn til Chenoweth' rolle, roste hendes "kraftfuld stemme", og "kommanderende tilstedeværelse".  Eric Goldman for IGN kommenterede, at Chenoweth var "fantastisk" som April, og at den karakter var en "hysterisk skabelse".  The Los Angeles Timess Denise Martin roste Chenoweth alsidighed som April, og mente at hendes præstation var værdig, som en anden Emmy vinder.

#### Bryan Ryan
Bryan Ryan (Neil Patrick Harris) er Will high school nemesis. Bryan vises i "Dream On" som en skolebestyrelsesmedlem. Han vil skærer i distriktets kunstprogrammer og McKinley High koret i særdeleshed, som hævn for sidstnævnte gav ham falsk håb tilbage, da han var korets forsanger.  Harris vandt i 2010 en Primetime Emmy Award for "Outstanding Guest Actor in a Comedy Series" for hans rolle.

#### Andre bekendte af McKinley studerende og medarbejdere
Gæstestjernerne har inkluderet Josh Groban og Olivia Newton-John, der optrådte som sig selv, både hver for sig og som som dommere i den første sæsons regionale showkorskonkurrence. 
Den anden sæsons regionale konkurrence-dommere spilles af Kathy Griffin og Loretta Devine som hhv. Tammy Jean Albertson og søster Mary Constance.
I tredje sæson er dommerne for konkurrencen Lindsay Lohan og Perez Hilton som optræder som sig selv, og Rex Lee som Chicago rådmand Martin Fong. 
Kent Avenido vises i de første to sæsoner som Howard Bamboo, Terri's ordblinde kollega, der slutter sig til The Acafellas og senere Sues "League of Doom", og Kenneth Choi spiller Dr. Wu, Terri's fødselslæge.
Earlene Davis spiller Andrea Carmichael, Rod Remingtons kollega, som senere gifter sig med ham.
Kathleen Quinlan fremstår som Dr. Shane, en psykiater som behandler Emma Pillsbury.  Cooter Menkins,  en fodbold talentspejder spillet af Eric Bruskotter , kom til McKinley i "The First Time" til rekruttere fodboldspillere for Ohio State, og er tiltrukket af Coach Beiste,  som han senere gifter sig med.

### NYADA og New York City
Whoopi Goldberg optrådte første gang i den tredje sæson som Carmen Tibideaux, en dekan fra NYADA der kommer til Ohio for at præsidere over Rachels og Kurts auditions til skolen, i episoden "Choke". Hun optrådte igen til den nationale konkurrence i Chicago, og er vendt tilbage i fjerde sæson i scener, der foregår på NYADA.
Kate Hudson fremstår som Cassandra July, Rachels danseinstruktør på NYADA, der ifølge Falchuk, underviser "baseret på negativ forstærkning".  Hun blev indført i sæsonpremieren for at spille med i seks episoder.  Dean Geyer spiller rollen som Brody Weston, en smuk NYADA junior, der viser interesse for Rachel.  Sarah Jessica Parker blev indført i den tredje episode som Isabelle Wright, der er Kurts mentor på Vogue.com efter at have ansat ham som praktikant. Hun optræder i en flere episodet historie. 